# Helmstedt
Helmstedt (plattdeutsch Helmstidde) ist die Kreisstadt des Landkreises Helmstedt in Niedersachsen (Deutschland) und eine selbständige Gemeinde. Sie liegt zwischen Elm und Lappwald, etwa 36 km östlich von Braunschweig und etwa 45 km westlich von Magdeburg an der Grenze zu Sachsen-Anhalt.
Während der deutschen Teilung befand sich hier an der Bundesautobahn 2 der wichtigste Grenzübergang (Kontrollpunkt Helmstedt) zwischen der Bundesrepublik Deutschland und der Deutschen Demokratischen Republik sowie der westliche Endpunkt einer der Transitstrecken nach West-Berlin. Das Pendant als Grenzbahnhof war der Bahnhof Helmstedt.
Helmstedt besitzt Bauwerke, die bis in die Zeit der Romanik zurückreichen. Hervorzuheben sind Beispiele aus der Renaissancezeit sowie über 400 Professoren- und Fachwerkhäuser aus dem 16. und 17. Jahrhundert.
Die ehemalige Universitäts- und Hansestadt liegt inmitten des Naturparks Elm-Lappwald. Die Stadt ist zudem Mitglied im kulturellen Städtebund der „Neuen Hanse“.

## Geographie

### Geographische Lage

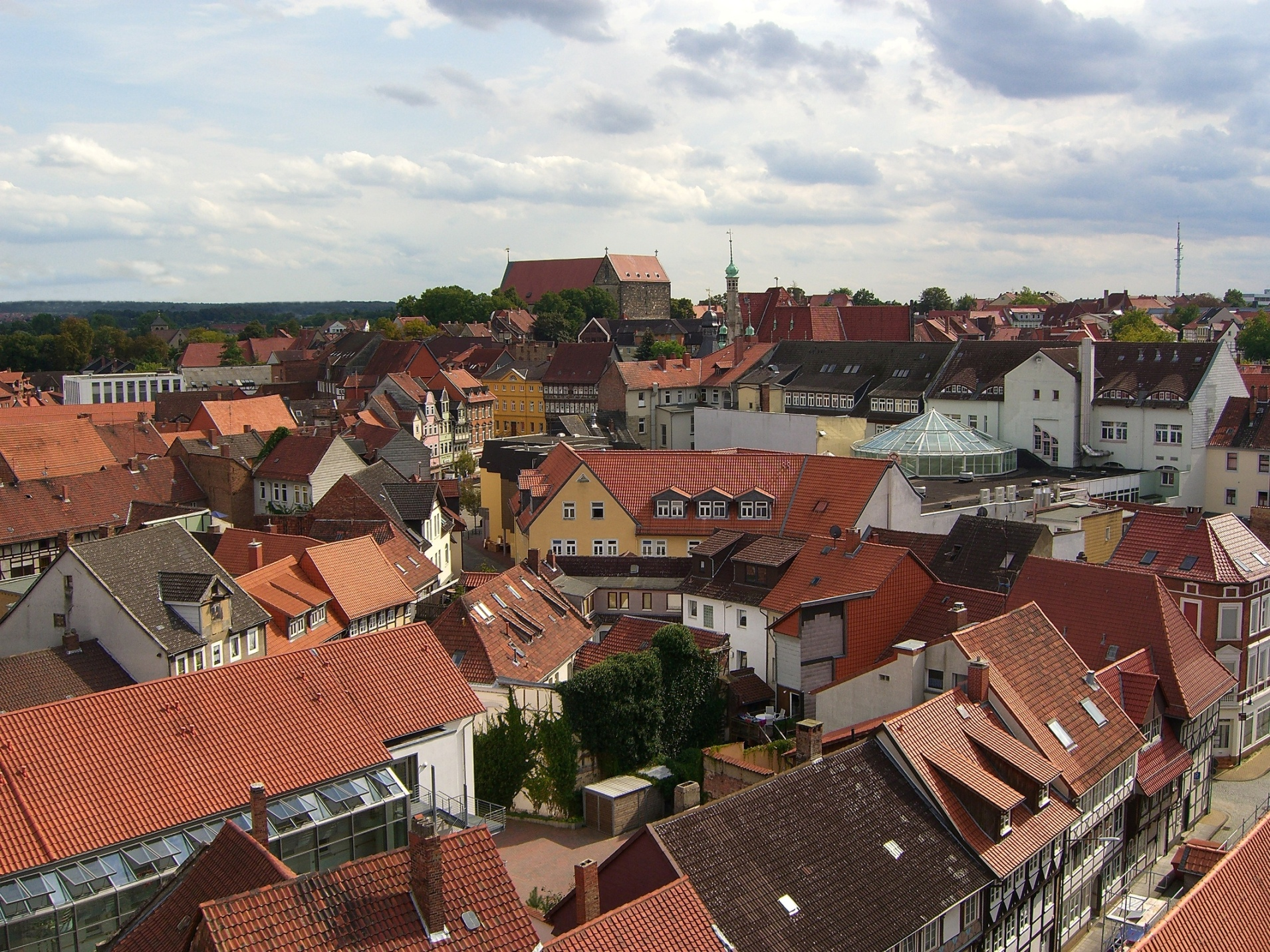
Altstadt von Helmstedt

Helmstedt liegt im Übergangsbereich zwischen dem nördlichen Harzvorland und dem Norddeutschen Tiefland in einer Senke (Helmstedter Mulde) zwischen den Höhenzügen Elm (etwa 10 km westlich) und Lappwald, der unmittelbar an das Stadtgebiet angrenzt.
Das Stadtgebiet erstreckt sich über eine Fläche von 46,97 km² und hat mit den Ortsteilen eine Nord-Süd-Ausdehnung von gut neun Kilometern bzw. von acht Kilometern in West-Ost-Richtung. Das innere Stadtgebiet ist durch eine Hügellage gekennzeichnet, sodass die Höhenangaben teilweise erheblich differieren. Im Innenstadtbereich befindet sich der tiefste Punkt bei 123 m über NHN (Messpunkt Albrechtstraße), die höchste Stelle bei 144 m über NHN (Messpunkt Eulenturm). Höchster Punkt des gesamten Stadtgebietes ist mit einer Höhe von 180 m ü. NHN eine namenlose Erhebung, auf der die Magdeburger Warte steht, der tiefste Punkt der Stadt liegt bei 114,1 m über NHN (Messpunkt Mühlgraben).
Geographisch liegt Helmstedt bei 52° 13' nördlicher Breite (Messpunkt Rathaus) und 11° östlicher Länge und damit auf dem gleichen Breitengrad wie Amsterdam und Warschau und dem gleichen Längengrad wie Erfurt und Augsburg. Der 11. Längengrad verläuft unmittelbar am Westportal des Klosters Marienberg durch das Stadtgebiet.
Im Uhrzeigersinn, beginnend im Nordosten, grenzen folgende Gemeinden an Helmstedt:
Oebisfelde-Weferlingen, Beendorf, Ingersleben, Sommersdorf, Harbke, (alle im sachsen-anhaltischen Landkreis Börde), Schöningen, Wolsdorf, Süpplingen, Süpplingenburg und im Norden Mariental (alle im Landkreis Helmstedt).
Nächstgelegene Großstädte sind Braunschweig (etwa 36 km westlich), Wolfsburg (etwa 30 km nordwestlich) und Magdeburg (etwa 45 km östlich). Die niedersächsische Landeshauptstadt Hannover befindet sich etwa 90 km entfernt in westlicher Richtung.

### Stadtgliederung
Die Stadt Helmstedt ist eine Einheitsgemeinde und gliedert sich in fünf Ortschaften:
- Helmstedt (Kernstadt) mit Bad Helmstedt
- Barmke
- Büddenstedt
- Emmerstedt
- Offleben (mit Hohnsleben und Reinsdorf)

Die Kernstadt umfasst den Bereich der traditionellen Altstadt sowie die angrenzenden neuen Siedlungsgebiete, die überwiegend nach dem Zweiten Weltkrieg geschaffen wurden. In diesem Stadtteil leben rund 21.100 Einwohner. Die beiden Stadtteile Barmke (rund 820 Einwohner) und Emmerstedt (rund 2270 Einwohner) liegen 4,5 beziehungsweise 1 Kilometer nordwestlich der Kernstadt und wurden im Jahr 1974 im Zuge einer Gebietsreform nach Helmstedt eingemeindet. Das im 19. Jahrhundert besiedelte und mitten im Lappwald gelegene Bad Helmstedt (rund 150 Einwohner) befindet sich etwa 3,5 Kilometer östlich der Kernstadt. Südöstlich der Kernstadt befinden sich Büddenstedt, Hohnsleben, Offleben und Reinsdorf, die mit der Eingemeindung Büddenstedts am 1. Juli 2017 zur Stadt kamen.

### Klima

Klimadiagramm von Helmstedt

Die Stadt Helmstedt liegt innerhalb der gemäßigten Breiten im Übergangsbereich zwischen ozeanisch und kontinental geprägten Gebieten. Die Jahresmitteltemperatur beträgt 8,9 °C, die durchschnittliche jährliche Niederschlagsmenge liegt bei 608 mm. Die wärmsten Monate sind Juli und August mit durchschnittlich 17,6 °C bzw. 17,3 °C und die kältesten Januar und Februar mit 0,3 °C bzw. 0,8 °C im Mittel. Der meiste Niederschlag fällt im Juni mit durchschnittlich 76 mm, der geringste im Oktober und im Februar mit durchschnittlich 39 mm. Ganzjährig werden rund 1370 Sonnenstunden registriert, wobei im Juni mit 6,2 Stunden täglich der meiste Sonnenschein zu erwarten ist.

## Geschichte

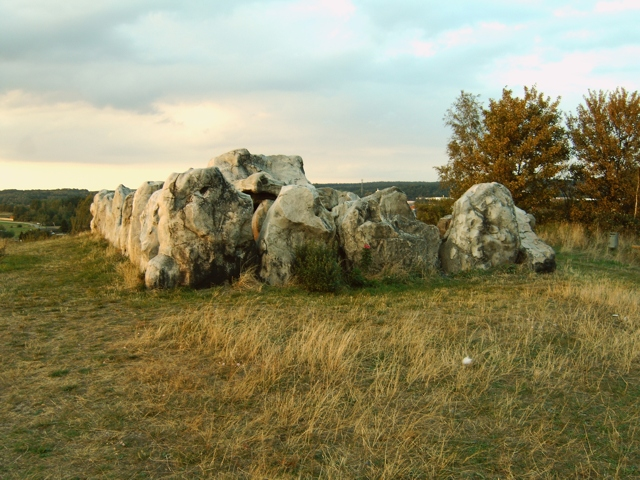
Lübbensteine bei Helmstedt

### Frühgeschichte
Helmstedt und die Umgebung sind reich an archäologischen Fundstätten. Die ältesten Spuren hier anwesender Menschen wurden während der Ausgrabungen im Helmstedter Braunkohlerevier gefunden, darunter die rund 300.000 Jahre alten Schöninger Speere. Quer durch das Helmstedter Kreisgebiet verlief mit der Löss- auch eine Kulturgrenze. Während sich auf den fruchtbaren Lössböden in der Jungsteinzeit bereits bäuerliche Kulturen niedergelassen hatten, lebten nördlich von Helmstedt in den Gebieten mit minderer Bodenqualität noch mittelsteinzeitliche Jäger und Sammler. Die ältesten Siedlungen errichteten die Bauern der Jungsteinzeit im 6. Jahrtausend v. Chr. Die erste bäuerliche Kultur nördlich der Lössgrenze zeichnete sich durch ihre besondere Keramik in Form von Trichterbechern aus. Diese Menschen bestatteten ihre Toten in Großsteingräbern. Bekannt sind auch die Lübbensteine westlich von Helmstedt aus dem 4. Jahrtausend v. Chr. sowie die Großsteingräber bei Süpplingenburg und Groß Steinum.

### Mittelalter

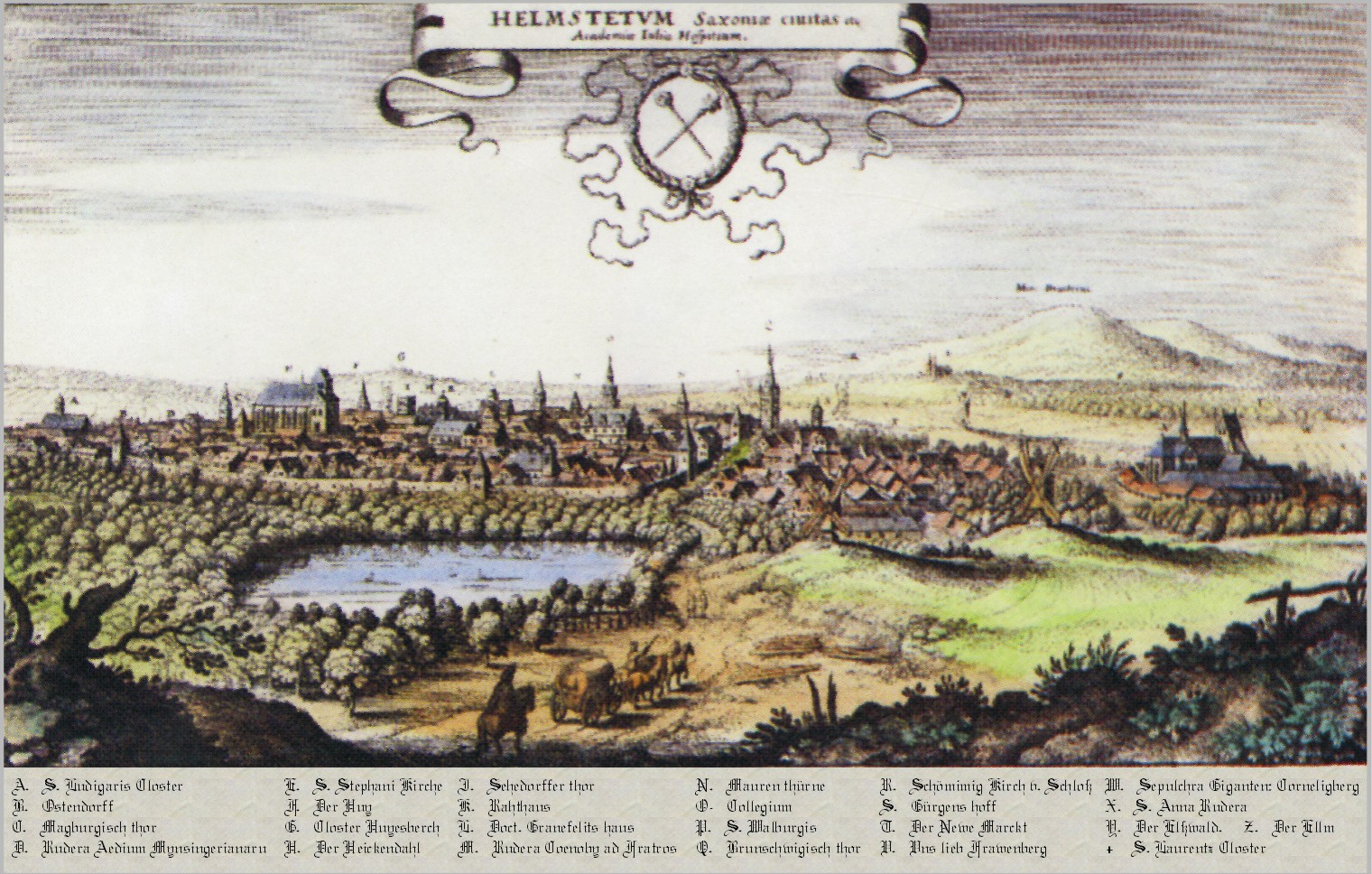
Colorierte Stadtansicht von Helmstedt um 1654 nach einem Kupferstich von Matthäus Merian

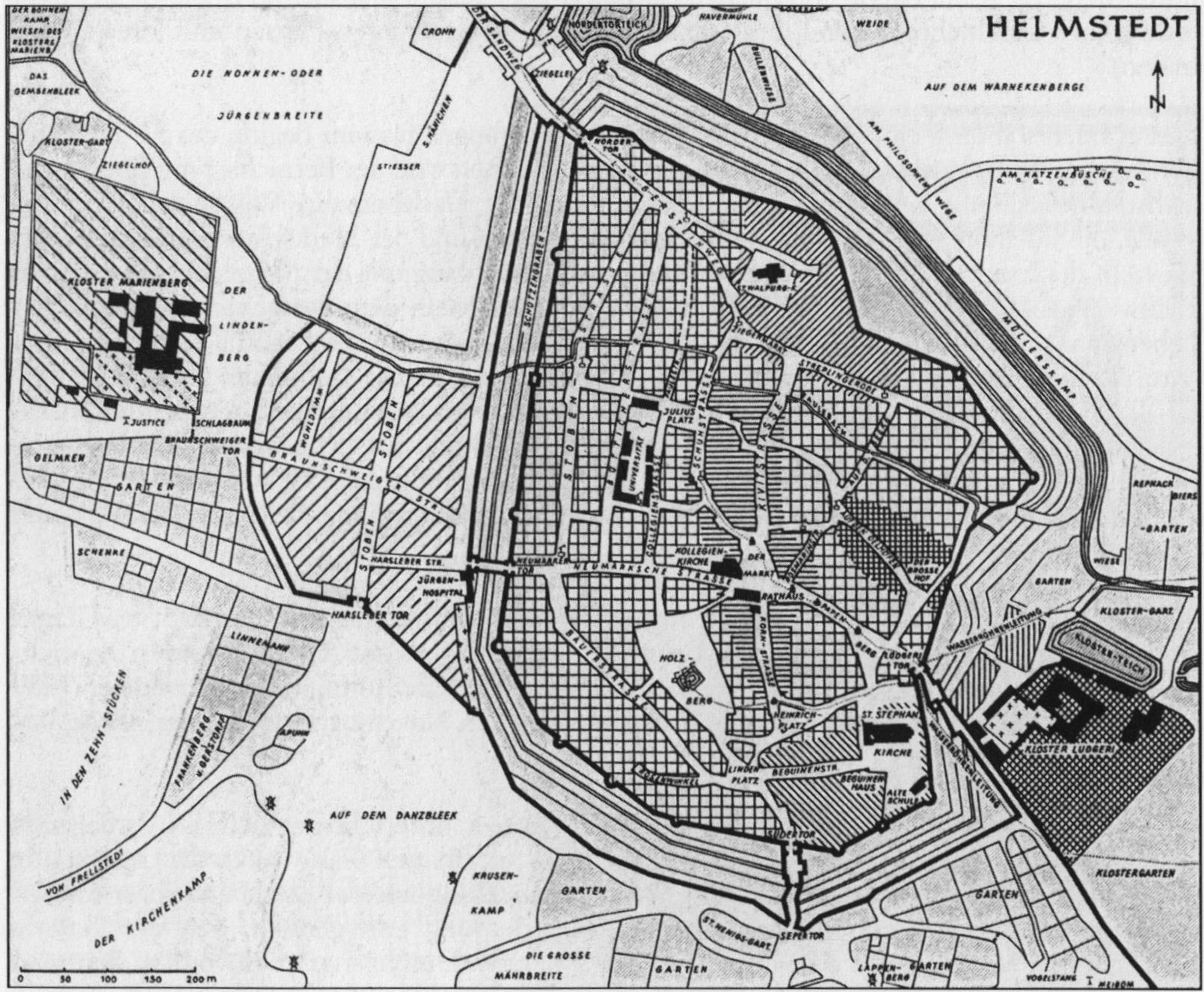
Stadtgrundriss 1764 (Zeichnung 1924)

Helmstedt entwickelte sich in der Nähe des Benediktinerklosters St. Ludgeri, das vermutlich um 800 als Missionszelle von Liudger, dem ersten Bischof von Münster, gegründet wurde. Es bestand stets eine enge Verbindung zum Kloster Werden (heute ein Stadtteil von Essen), die seit der Mitte des 12. Jahrhunderts auch urkundlich belegt ist. Die älteste politische Einteilung der Region geht bis ins frühe Mittelalter auf die Gaue zurück. Die Region Helmstedt war Teil von Derlingau und Nordthüringgau. Im Laufe des Mittelalters ersetzten die Grafschaften die Gaue. Über Kaiser Lothar III. von Süpplingenburg fielen die umliegenden Helmstedter Besitzungen an die Welfen. Bis zum Jahr 1490 waren noch die Äbte des Klosters Werden-Ludgeri die Stadtherren von Helmstedt, die anschließend ihre Rechte an die Herzöge von Braunschweig-Lüneburg abtraten.
Helmstedt wurde als Helmonstede das erste Mal in einer Urkunde von König Otto I. im Jahr 952 erwähnt. Verbriefte Stadtrechte sind für Helmstedt bereits im Jahr 1247 durch den Abt von Werden dokumentiert.
Im Zuge des Deutschen Thronstreites zwischen den Welfen und Staufern wurde die Stadt zur Jahreswende 1199/1200 von Truppen des magdeburgischen Erzbischofs Ludolf und des Königs Philipp von Schwaben fast vollständig zerstört. Nach dem Wiederaufbau wurden die Befestigungsanlagen der Stadt verstärkt, sodass einer Belagerung im Jahr 1279 während der welfischen Erbstreitigkeiten zwischen den Söhnen des verstorbenen Herzogs Albrecht dem Großen standgehalten werden konnte. Nach jahrelangen kriegerischen Auseinandersetzungen wurde der als Vermittler zwischen den Kriegsparteien tätige Abt von Werden Otto II. im Jahr 1288 unter nicht näher geklärten Umständen von aufgebrachten Helmstedter Bürgern getötet. Daraufhin wurde über die Stadt und deren Bürger die Reichsacht verhängt, die erst 1290 von König Rudolf I. aufgehoben wurde.

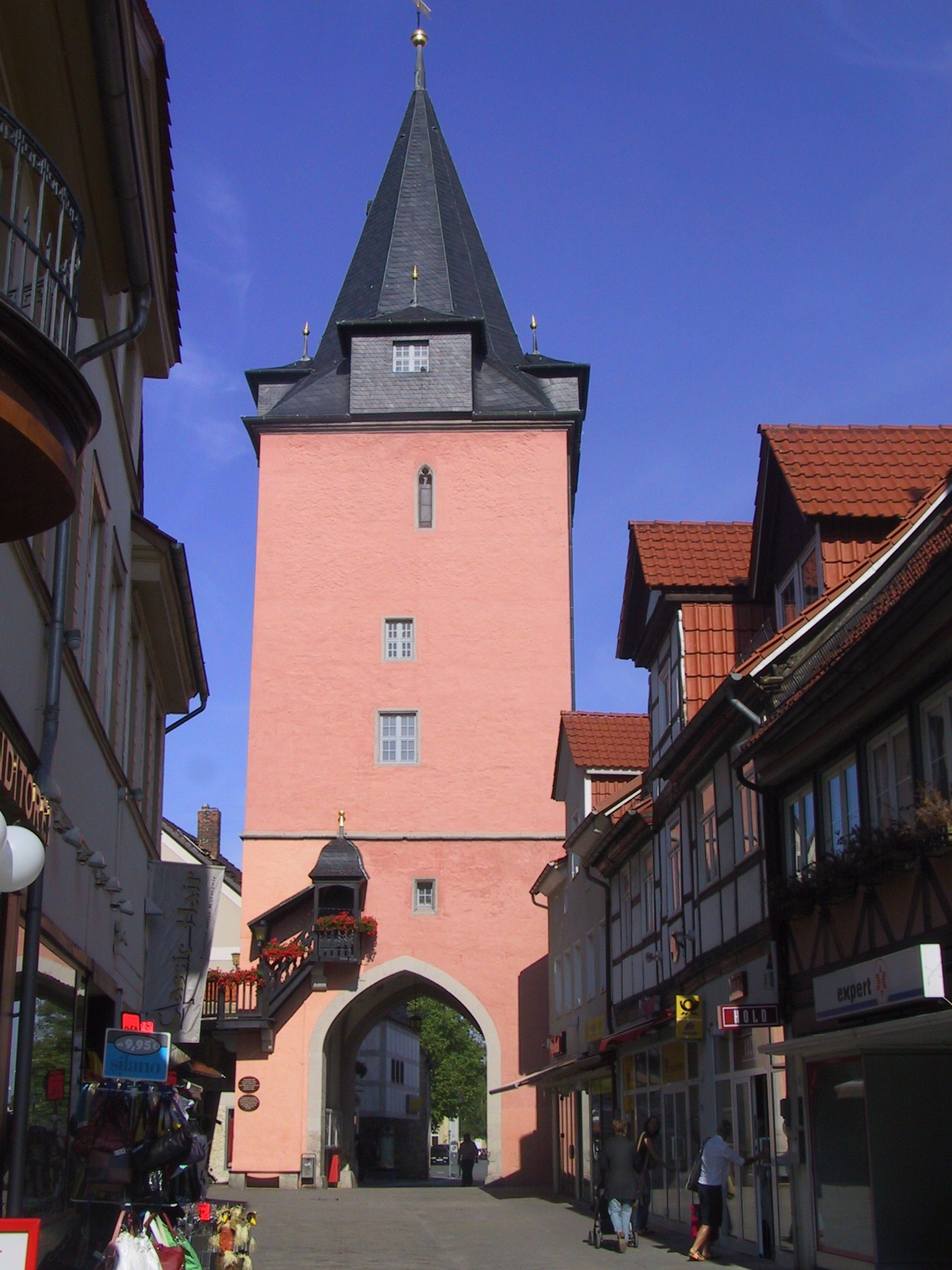
Helmstedter Hausmannsturm

Aufgrund seiner günstigen Verkehrslage zwischen den Handelsstraßen Lüneburg-Halberstadt und Braunschweig-Magdeburg entwickelte sich Helmstedt frühzeitig zu einem recht bedeutenden Handelsort. Zwischen 1426 und 1518 bestand eine Mitgliedschaft im Städtebund der Hanse, wenngleich auch als kleinstes Mitglied.

### Christianisierung und Reformation
Auf die Missionszeit um das Jahr 800 geht die Klosteranlage von St. Ludgeri in Helmstedt zurück. Gegründet als Ableger des Klosters Werden bei Essen, widerstand St. Ludgeri der Reformation und bildete lange Zeit die einzige katholische Gemeinde der Region. Im Jahre 1530 fand in der Stephani-Kirche in Helmstedt die erste evangelische Predigt statt. Die Reformation setzte sich in der Stadt Helmstedt gegen den Widerstand des Klosters Ludgeri und des katholischen Herzogs Heinrich durch, wobei unter anderem das Kloster gebrandschatzt wurde. Das Umland blieb katholisch. Erst Herzog Julius führte unmittelbar nach seiner Regierungsübernahme 1568 im Land Braunschweig, und damit auch im Gebiet des späteren Landkreises Helmstedt, die Reformation ein.

### Universität Helmstedt

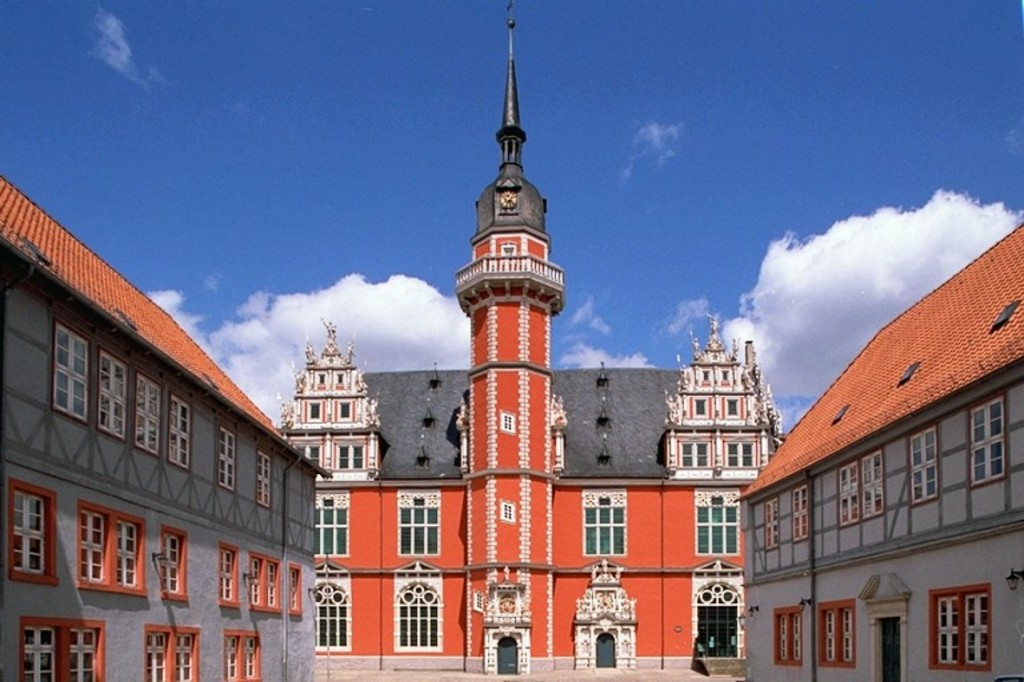
Juleum Novum der ehemaligen Universität

Die Universität Academia Julia wurde von Herzog Julius am 15. Oktober 1576 gestiftet; sein Sohn Heinrich Julius war der erste Rektor. Die Universität prägte das Leben von 1576 bis 1810 in der Stadt, die inzwischen Mitglied der Hanse geworden war, erheblich. Die Herzöge holten Gelehrte wie den Humanisten Georg Calixt, den großen Einigungstheologen, der hier eine Schule der Philosophie gründete, den Universalgelehrten Hermann Conring, Doktor der Medizin, der Theologie, der Philosophie und Jurist zugleich, oder den berühmten Italiener Giordano Bruno, der die Lehre des Kopernikus vertrat und deswegen Jahre später in Rom auf einem Scheiterhaufen endete, an die Universität nach Helmstedt. In seinen 1741 erschienenen, weltweit bekannten Memoiren erzählt der deutsche Reichsgraf und spätere Feldmarschall Georg Ludwig Albrecht von Rantzau von seinen Aufsehen erregenden Erlebnissen als Student in Helmstedt.
All diese Gelehrten publizierten ihre namhaften Werke auf der vom Herzog eingerichteten Universitätsdruckerei des „Typographus“ und Meisters des Holzschnitts Jacob Lucius, der bereits in Wittenberg mit Lucas Cranach d.J. zusammengearbeitet hatte. So wurde es notwendig, den Buchdruck in „gewaltigem“ Maße zu betreiben, was dank des großzügigen Ausbaus der Universitäts-Buchdruckerei im Verbund mit der Gründung des Städtischen Buchladens durch ratsgesessene Fernhändler und Großkaufleute, insbesondere der Helmstedter Patrizierfamilie Brandes, dazu führte, dass Helmstedt rasch zu Niedersachsens bedeutendster Buchproduktionsstätte avancierte.
Im Winter 1790/1791 führte ein wochenlang andauernder Konflikt zwischen Studenten der Universität und der Handwerkerschaft der Stadt zu den Studentenunruhen an der Universität Helmstedt, die im Februar 1791 nach einem schweren Tumult auf dem Markt, vor dem Amtssitz des Bürgermeisters Georg Fein, zu einem Auszug der Studenten in das benachbarte Dorf Harbke führten. Nach dem Einwirken der Regierung des Fürstentums Braunschweig-Wolfenbüttel und Vermittlung des Bürgermeisters zwischen den streitenden Parteien, kehrten die Studenten am 2. März 1791 in die Universitätsstadt zurück.
Die Universität beeinflusste die Entwicklung der Stadt beinahe 234 Jahre lang. Das Ensemble der Universitätsbauten mit dem Juleum als Hauptgebäude ist bis heute eine architektonische Augenweide. Grundlegende Veränderungen ergaben sich während der „Franzosenzeit“ 1806 bis 1813. Jérôme Bonaparte, der Bruder Napoleons, regierte das Königreich Westphalen, zu dem auch Helmstedt gehörte. Auf seinen Befehl vom 10. Dezember 1809 wurde der Universitätsbetrieb nach Ende des Wintersemesters zum 1. Mai 1810 endgültig eingestellt. Interventionen zahlreicher bedeutender Universitätsangehöriger, darunter auch des Theologieprofessors Henke, blieben erfolglos.

### Vom 19.Jahrhundert bis zur Weimarer Republik

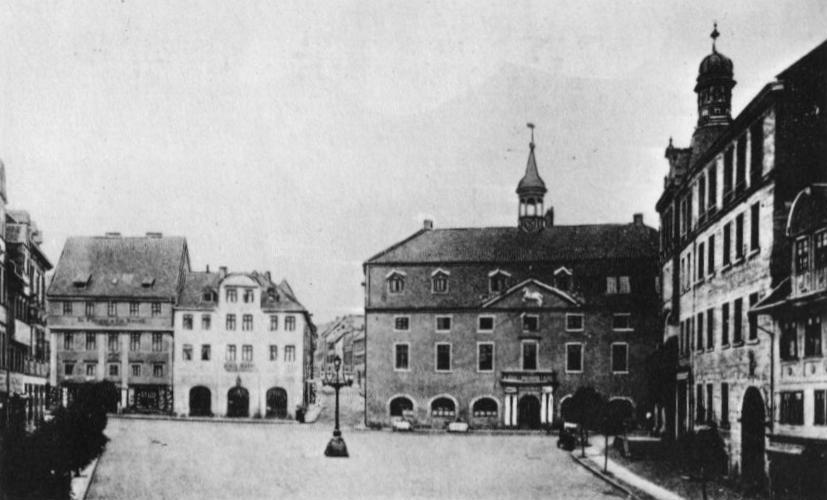
Marktplatz mit altem Stadthaus im Jahr 1891

Die Schließung der Helmstedter Universität 1810 bedeutete einen großen wirtschaftlichen und kulturellen Rückschlag für die Stadt. Zwar gelang es in den folgenden Jahren, ein gutes Schulsystem zu etablieren, welches Helmstedt über die Landesgrenzen hinaus als „Schulstadt“ bekannt machte (berühmte Schüler des örtlichen Gymnasiums waren u. a. Hoffmann von Fallersleben und die Brüder Adolf und Bruno Heusinger), der Bedeutungsverlust ließ sich allerdings nicht vollständig aufhalten.
Einem Verwaltungsakt im Herzogtum Braunschweig folgend, wurde zum 1. Januar 1833 die herzogliche Kreisdirektion Helmstedt gegründet, die aus den Ämtern Helmstedt, Schöningen, Königslutter, Vorsfelde und Calvörde bestand. Das Landratsamt erhielt seinen Sitz im heutigen Gebäude des Zonengrenz-Museums (Villa Heinemann) in Helmstedt.
Von 1814 bis mindestens 1846 fanden – nur für Badegäste – in kleinem Umfang unter Polizeiaufsicht während der Sommermonate im Kurhaus Gesundbrunnen (im Brunnental) Glücksspiele statt.
Erste wirtschaftliche Impulse erhielt die Stadt durch die Eröffnung der Bahnstrecke Helmstedt–Jerxheim im Jahr 1858 und insbesondere durch die Schienenanbindung an die Strecke Braunschweig–Helmstedt–Magdeburg im Jahr 1872. Mit der Reichsgründung 1871 und der daraufhin einsetzenden industriellen Entwicklung des Landes ging auch ein erhöhter Bedarf an Energieträgern einher, sodass die seit Jahrzehnten im Helmstedter Umland geförderte Braunkohle in herzoglichen Schachtanlagen nun verstärkt nachgefragt wurde. Im Jahr 1872 verkaufte Herzog Wilhelm seine Förderstätten für 6 Millionen Goldmark an ein Bankenkonsortium, aus dem die Braunschweigische Kohlen-Bergwerke AG (BKB) hervorging. Diese Gesellschaft mit Sitz in Helmstedt forcierte die Braunkohlegewinnung und -verstromung und prägte über viele Jahrzehnte mit Tagebauerschließungen das Landschaftsbild und die Erwerbsstruktur der Helmstedter Bevölkerung. 1874 wurde mit „Trendelbusch“ der erste Tagebau in Betrieb genommen.
Während des Ersten Weltkrieges blieb Helmstedt aufgrund seiner zentralen Lage im Deutschen Reich von unmittelbaren Kampfhandlungen verschont. Neben Einschränkungen der Presse- und Meinungsfreiheit wirkte sich der Krieg auf die Lebensmittelversorgung aus, die ebenso wie Strom rationiert wurde. In direkten Kontakt mit ausländischen Soldaten kam die Helmstedter Bevölkerung lediglich mit kriegsgefangenen russisch-polnischen Offizieren, nachdem im Bad Helmstedter Ausflugslokal Gesundbrunnen ein Kriegsgefangenenlager eingerichtet worden war. Nach der Niederlage des deutschen Kaiserreiches verzeichnete die Stadt 626 im Krieg gefallene Bürger. In den Nachkriegswirren des Novembers 1918 wurde auch in Helmstedt ein Arbeiter- und Soldatenrat gebildet. Der durch Spartakisten ausgelöste Generalstreik im neu gegründeten Freistaat Braunschweig wurde am 15. April 1919 in Helmstedt durch das Freikorps Maercker („Landesjäger“) mit Waffengewalt niedergekämpft. Es kam in der Stadt zu teilweise heftigen Kämpfen zwischen Spartakisten und dem Landesjäger-Freikorps, die auch Opfer unter den Bürgern forderten.
Die Inflation und die Arbeitslosigkeit in der Weimarer Republik trafen auch die Helmstedter Bevölkerung hart. Das im Jahr 1927 geschaffene Arbeitsamt Helmstedt vermeldete im Januar 1933 einen neuen Höchststand der Arbeitslosigkeit im Amtsbezirk.

### Nationalsozialismus und Zweiter Weltkrieg

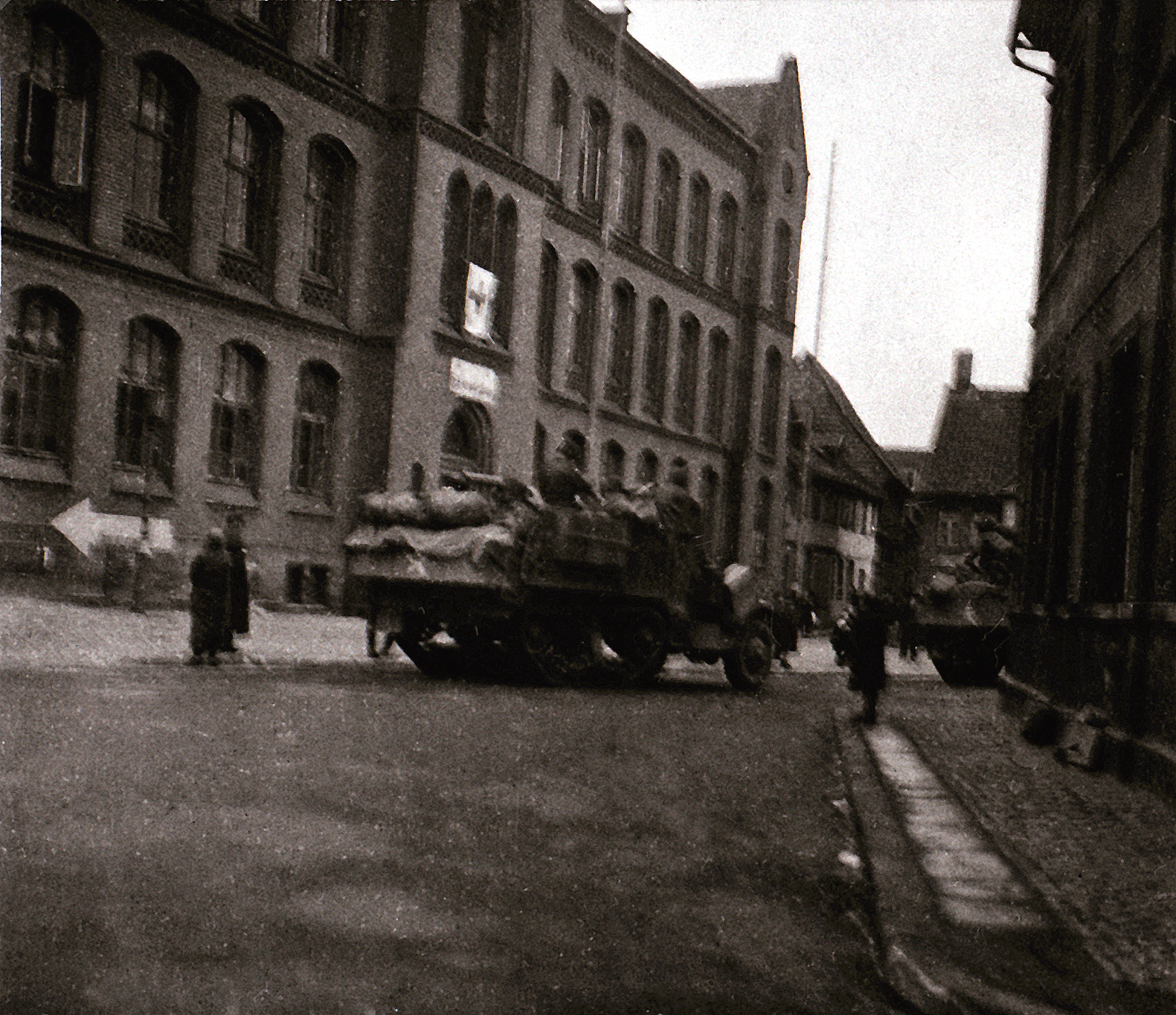
Die ersten US-Panzerfahrzeuge am 12. April 1945 in Helmstedt

Die Machtergreifung der Nationalsozialisten führte auch in Helmstedt zur Gleichschaltung der Medien und der Behördenstrukturen. Bereits im Jahr 1933 gab es erste Ausschreitungen gegen die relativ kleine jüdische Gemeinde der Stadt. Am 17. August 1936 wurde der Abschnitt Braunschweig-Helmstedt der Reichsautobahn 6 (heute Bundesautobahn 2) und die fertiggestellten Brücken (u. a. die Brunnentalbrücke und die Maschtalbrücke) dem Verkehr übergeben. Die Planungen für die Autobahn wurden allerdings weitgehend vor 1933 ausgearbeitet.
Mit Ausbruch des Zweiten Weltkrieges wurden auch dem städtischen Leben erhebliche Beschränkungen auferlegt. Von Luftangriffen blieb Helmstedt nicht verschont. Am 2. Januar 1944 stürzte ein alliierter Bomber über Bad Helmstedt ab und beschädigte ein Lazarett. Die schwerste gezielte Bombardierung der Stadt erfolgte am 20. Februar 1944 im Rahmen der „Big Week“. Weil das eigentliche Ziel Halberstadt unter Wolken lag und für die Bomberverbände nicht auszumachen war, wurde Helmstedt als Ausweichziel („target of opportunity“) ausgewählt. Zu dieser Zeit gab es einige kriegswichtige Rüstungsbetriebe an der Emmerstedter Straße in Helmstedt sowie einen Fliegerhorst der deutschen Luftwaffe im nahe gelegenen Mariental-Horst. 58 B-24 Bomber warfen zwischen 13.23 Uhr und 13.27 Uhr ihre Bombenlast ab, wobei 126 Menschen starben. Besonders betroffen waren Gebäude an der Poststraße/Kleiner Wall und die Eisenbahnbrücke über der Magdeburger Straße. Auch im Bereich des Elzweges, der Henkestraße, der Vorsfelder Straße und der Schulstraße gab es erhebliche Zerstörungen.
Im März 1944 wurde das nahe gelegene KZ-Außenlager Beendorf (häufig auch als KZ Helmstedt-Beendorf bezeichnet) errichtet, in dem einige tausende Häftlinge für die Flugzeugproduktion des Deutschen Reiches in unterirdischen Stollen arbeiten mussten. Die Logistik dieses KZ-Außenlagers erfolgte teilweise direkt über Helmstedt.
In den Mittagsstunden des 12. April 1945 konnte die Stadt Helmstedt den westlich auf der Reichsstraße 1 (heute Bundesstraße 1) heranrückenden amerikanischen Panzerverbänden auf Vermittlung des damaligen NSDAP-Bürgermeisters Curt Drechsler und weiterer Stadtvertreter kampflos übergeben werden.

### Innerdeutsche Grenzstadt
Nach dem Ende des Zweiten Weltkrieges lag Helmstedt in der Britischen Besatzungszone. Am 5. Juni 1945 übernahmen britische Besatzungstruppen die Kontrolle über die Stadt und lösten damit die amerikanischen Einheiten ab. Gemäß den Bestimmungen der Potsdamer Konferenz endete die Sowjetische Besatzungszone jenseits der ehemaligen braunschweigisch-preußischen Grenze und damit in unmittelbarer Nähe zur Kreisstadt Helmstedt. Die ursprünglich zum Landkreis gehörende Exklave Calvörde wurde der sowjetischen Zone zugeschlagen. Bereits am 1. Juli 1945 wurde ein fester Kontrollpunkt auf der Reichsautobahn eingerichtet; der Bahnhof Helmstedt wurde zu einem Grenzbahnhof, über den anfänglich lediglich der alliierte Transitverkehr nach Berlin abgewickelt wurde. Während der Berlin-Blockade zwischen Juni 1948 und Mai 1949 kam dieser Verkehr allerdings vollständig zum Erliegen. In den Folgejahren wurde die Hauptlast des Transitverkehrs zwischen Westdeutschland und Berlin aufgrund der geographischen Nähe zu West-Berlin über den Kontrollpunkt Helmstedt abgewickelt.
Nach der Gründung der DDR im Oktober 1949 wurde der Ausbau der Grenzanlagen von ostdeutscher Seite vorangetrieben, sodass die Stadt Helmstedt den Zugang zu ihrem östlichen Umland verlor. Eine Ausnahme bildete eine Zeit lang das in Sichtweite der Stadt gelegene Kraftwerk Harbke, das nun im Grenzgebiet der DDR lag und eine grenzüberschreitende Stromversorgung sicherstellte. Hier konnten Mitarbeiter der westdeutschen Braunschweigischen Kohlen-Bergwerke AG (BKB) ebenso wie in den grenznahen Braunkohletagebauen ihrer Arbeit nachgehen. Nachdem das Kraftwerk Harbke im Jahr 1952 als Volkseigener Betrieb von der DDR verstaatlicht und die Grenze in diesem Bereich vollständig geschlossen worden war, erfolgte die Stromversorgung Helmstedts ab 1954 durch das neu errichtete Kraftwerk Offleben.
Die Vertriebenenzuwanderung aus den ehemaligen deutschen Ostgebieten und der Flüchtlingsstrom aus der sowjetischen Besatzungszone nach dem Zweiten Weltkrieg ließen die Einwohnerzahl der Stadt sprunghaft ansteigen. Verzeichnete Helmstedt vor dem Krieg noch rund 18.000 Einwohner, so wurden Mitte der 1950er Jahre bereits knapp 30.000 Einwohner registriert. Diesem Bevölkerungszuwachs versuchte man durch umfangreiche Erschließung neuer Wohn- und Gewerbegebiete Rechnung zu tragen. Infolge der über Jahrzehnte bestehenden Randlage an der Innerdeutschen Grenze verlor die Stadt in der Folgezeit wieder stetig an Einwohnern.
Am 17. November 1967 wurde die Neumärker Straße als Fußgängerzone eröffnet und galt damit als eine der ersten verkehrsberuhigten Einkaufsstraßen im damaligen Bundesgebiet.
Im Jahr 1973 wurde der südlich der Stadt liegende Tagebau Helmstedt im dortigen Revier aufgeschlossen, der über viele Jahre Braunkohle förderte, aber auch das direkt angrenzende Landschaftsbild prägte.

### Wiedervereinigung und Gegenwart

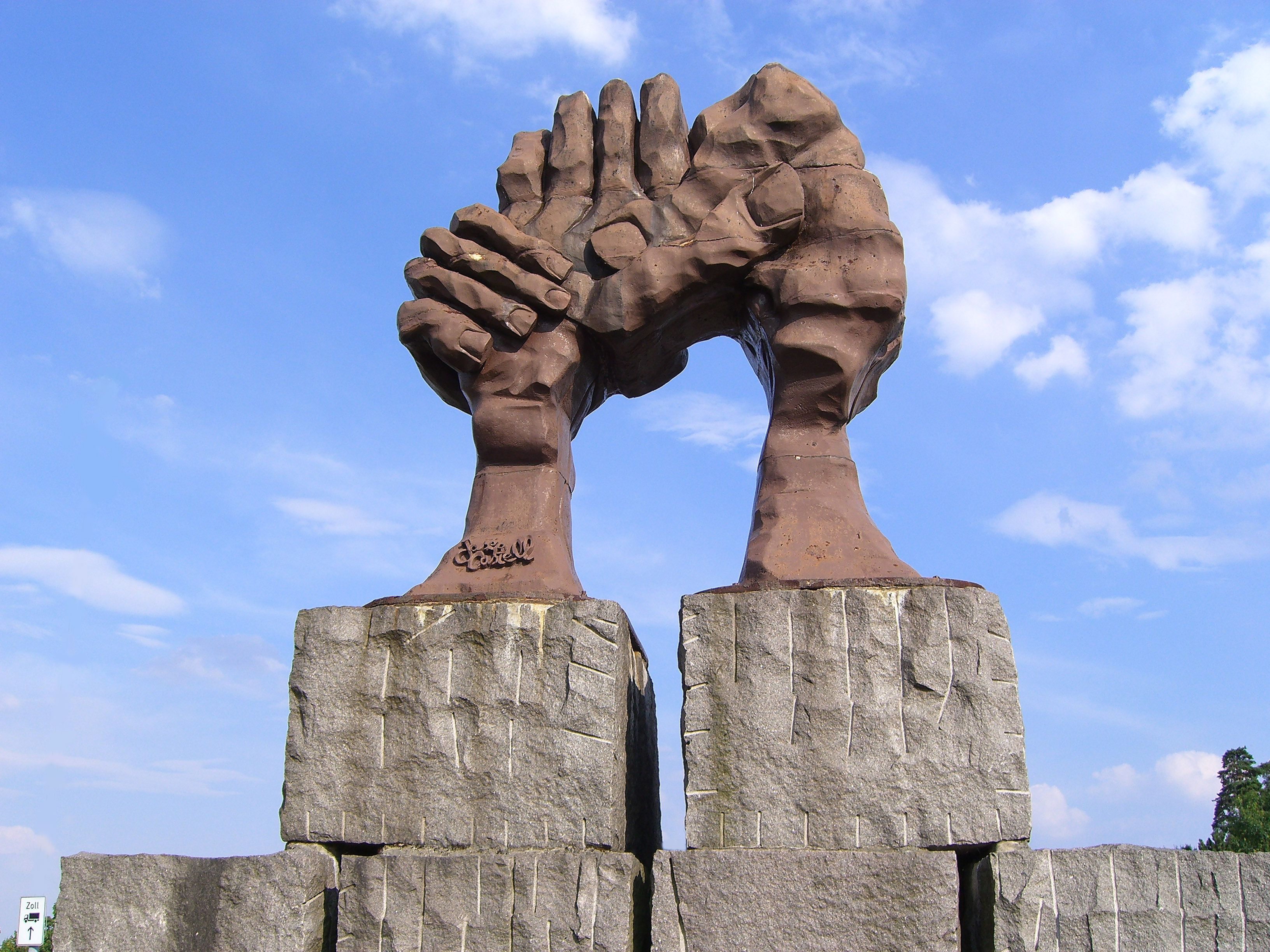
Grenzdenkmal „La voûte des mains“ bei Helmstedt

Als am 9. November 1989 die Wende in der DDR eingeleitet wurde, hatte dies auch unmittelbare Auswirkungen auf die niedersächsische Grenzstadt Helmstedt. Bereits in der Nacht zum 10. November überquerten viele DDR-Bürger den Grenzübergang Helmstedt-Marienborn. In den folgenden Tagen erlebte die Stadt einen ungeahnten Besucheransturm durch die östlichen Nachbarn. Bis zum Jahresende 1989 wurden fast alle jahrzehntelang durch die innerdeutsche Grenze gesperrten Straßenverbindungen seitens der DDR-Grenztruppen wieder geöffnet, so beispielsweise nach Harbke, Morsleben oder Beendorf. Bereits vor dem Inkrafttreten der Währungs-, Wirtschafts- und Sozialunion zwischen den beiden deutschen Staaten Mitte 1990 entfielen auf beiden Seiten die Personenkontrollen. Mit der deutschen Wiedervereinigung am 3. Oktober 1990 verlor Helmstedt endgültig die Rolle einer abseits gelegenen Grenzstadt und sah sich neuen Herausforderungen gegenübergestellt. Eine nicht unerhebliche Zahl ostdeutscher Übersiedler ließen die Stadtbevölkerung kurzfristig wieder anwachsen. Mit dem Wegfall der westdeutschen Zonenrandförderung und gleichzeitiger staatlicher Subventionierung von benachbarten Regionen in Sachsen-Anhalt erwuchsen der Kreisstadt neue Konkurrenz hinsichtlich Gewerbeansiedlungen und Absatzmärkte. Die Stadt Helmstedt versuchte dieser Entwicklung durch die Schaffung einer am östlichen Stadtrand liegenden Gewerbefläche („Magdeburger Berg“) entgegenzuwirken und durch Investitionen in die Infrastruktur an Attraktivität zu gewinnen.
Im Juni 1992 konnte der 12. Tag der Niedersachsen in Helmstedt gefeiert werden. Der besonderen Rolle der Stadt während der Deutschen Teilung entsprechend wurde 1994 das Zonengrenz-Museum eröffnet. Seit 1995 finden jährlich auch die Helmstedter Universitätstage statt.
Der während der Teilung geschaffene Braunkohle-Tagebau Helmstedt wurde im Jahr 2002 stillgelegt. An dessen Stelle ist seit 2006 bis ca. 2030 ein vier Quadratkilometer großer See mit entsprechendem Freizeitwert im Entstehen, der sich als Lappwaldsee (früherer Projektname Helmstedt-Harbke-See) sehr langsam mit Grundwasser füllt.
Im Jahr 2005 konnte das letzte Teilstück des Umgehungsstraßenringes um Helmstedt für den Verkehr freigegeben werden.

### Herkunft des Ortsnamens
Alte Bezeichnungen des Ortes sind 952 Helmonstedi, Ende 10. Jahrhundert Helmonstedi, 10./11. Jahrhundert Helmonstedi, 1012 Helmanstidi, um 1050 Helmunstedi, 1119 Helmonstede, 1126–1133 Helmenstad, um 1150 Helmenstide, um 1150 Helmenstad, 1159 Helmonstat, 1162 Helmestaden, 1176 Helmenstide, 1178–1179 Helmestedunum, 1182 Helmenstad, 1189 Helmenstat, 1192 Helmenstad, 1195 Helmenstat, 1202 Helmenstad und um 1203 Heilminstede.
Das Grundwort ist „-stedt“. Namengebend ist vermutlich eine durch die Topographie geprägte Lage. Es gibt Steigungen und Gefälle innerhalb des Stadtkerns und somit wohl eine Verbindung mit „kel“ („ragen, hoch“).
Helmstedt bedeutet wahrscheinlich „Stätte an einer Erhebung, Stätte an einer Schräge“.

### Eingemeindungen
Am 1. März 1974 wurden die Gemeinden Barmke und Emmerstedt eingegliedert. Zum 1. Juli 2017 fusionierte Helmstedt mit der angrenzenden Gemeinde Büddenstedt zur neuen Stadt Helmstedt.

## Postgeschichte
Postgeschichtler gehen davon aus, dass in Helmstedt schon seit 1665 ein Postamt bestand. In der Zeit des Königreichs Westphalen (1807–1813) gehörte die Stadt zum Département Oker mit der Hauptstadt Braunschweig. Distriktsstädte waren Braunschweig, Helmstedt, Hildesheim und Goslar.
Zur Entwicklung des Postwesens in Helmstedt siehe: Postroute Braunschweig-Helmstedt-Magdeburg.

## Bevölkerung

### Religionen
Der überwiegende Teil der Bevölkerung orientierte sich seit der Stadtgründung an der christlichen Glaubenslehre. Helmstedt stand über viele Jahrhunderte unter starkem Einfluss der umliegenden Klöster (Kloster Ludgeri, Kloster Marienberg, Kloster Mariental), die das kulturelle und religiöse Leben der Bewohner prägten. Bis zum Jahr 1490 übten die Äbte des benachbarten Klosters Ludgeri die Herrschaft über die Stadt aus.
Die Reformationsbewegung fand sehr früh Anhänger in der Stadt. Bereits seit dem Jahr 1524 predigten Mönche die lutherische Lehre in Helmstedt und 1530 wurde in der St.-Stephani-Kirche der erste evangelische Gottesdienst durch den Pfarrer Heinrich Wende abgehalten. Endgültig setzte sich die Reformation im Herzogtum Braunschweig-Lüneburg allerdings erst nach der Thronbesteigung des Herzogs Julius im Jahr 1568 durch und die Kirchengemeinden der Stadt Helmstedt traten zum Protestantismus über. Einzig das Kloster Ludgeri hielt an der katholischen Lehre fest.
Heute bekennen sich rund 49 Prozent der Einwohner zur evangelisch-lutherischen Kirche (Stand 2010). Sie sind in der evangelisch-lutherischen Landeskirche in Braunschweig organisiert und nutzen acht Gotteshäuser, die über das gesamte Stadtgebiet verteilt sind: St. Marienberg, St. Stephani, St. Walpurgis, St. Michaelis, St. Thomas, St. Christophorus sowie St. Petri in Emmerstedt und die Dorfkirche in Barmke. Rund 12 Prozent der Helmstedter Bevölkerung haben eine römisch-katholische Konfessionszugehörigkeit (Stand 2010). Sie sind der Pfarrei St. Ludgeri des Bistums Hildesheim zugeordnet.
Jüdische Einwohner sind seit dem Jahr 1247 in Helmstedt urkundlich erwähnt, als der Abt des Ludgeri-Klosters als Stadtherr die Helmstedter Stadtrechte beschrieb und den Juden eine Sondersteuer bzw. Schutzgeld auferlegte. Die jüdischen Bewohner der Stadt wohnten im Mittelalter überwiegend in dem Bereich der heutigen Georgienstraße. Gegen Zahlung eines hohen Geldbetrages durch den Stadtrat an den zuständigen Kirchenfürsten erließ der Abt im Jahr 1479 ein Wohn- und Siedlungsverbot für Juden in Helmstedt. Das später zusätzlich verordnete herzogliche Aufenthaltsverbot für Juden im gesamten Fürstentum Braunschweig-Wolfenbüttel wurde in der Stadt Helmstedt besonders restriktiv gehandhabt. Erst im Jahr 1806 wurde dieses Verbot gegen den Widerstand des Helmstedter Stadtrates durch die französische Besatzungsmacht während der napoléonischen Ära aufgehoben. Auch in der Folgezeit blieb die jüdische Gemeinde sehr klein und löste sich während der Zeit des Nationalsozialismus auf. Heutzutage findet kein nennenswertes jüdisches Gemeindeleben in Helmstedt mehr statt.
Mit verstärkter Zuwanderung muslimisch geprägter Migranten (insbesondere aus der Türkei) in den 1960er und 1970er Jahren haben sich auch islamische Religionsgemeinschaften in Helmstedt gebildet.
Einem allgemeinen soziokulturellen Trend folgend, nimmt die Zahl der konfessionslosen Einwohner seit einigen Jahrzehnten stetig zu.

### Sprache
In Helmstedt und im angrenzenden Umland wird vereinzelt noch der regionale Dialekt des östlichen Ostfälisch gesprochen, das eine Variante des Niedersächsischen darstellt und umgangssprachlich auch Plattdeutsch genannt wird. Mit zunehmender Mobilität und damit verbundenen Wanderungsbewegungen der Bevölkerung erfolgte insbesondere ab dem 19. Jahrhundert eine Verdrängung durch das Hochdeutsche.

### Einwohnerentwicklung
Die Einwohnerzahl der Stadt unterlag über die Jahrhunderte, bedingt durch kriegerische Auseinandersetzungen, Hungersnöte und Seuchen, erheblichen Schwankungen. Insbesondere die Pest-Epidemien des 17. Jahrhunderts forderten eine große Opferzahl. In der Zeit des Dreißigjährigen Krieges fiel ein Drittel der Helmstedter Bevölkerung der Pest des Jahres 1625 zum Opfer. Im November 1625 standen 295 Bürgerhäuser leer.
Durch die zunehmende Urbanisierung im Zuge der Industrialisierung in der zweiten Hälfte des 19. Jahrhunderts wuchs auch die Bevölkerung der Stadt Helmstedt sprunghaft an. Eine erhebliche Bevölkerungszunahme erfolgte unmittelbar nach dem Ende des Zweiten Weltkrieges, als die Einwohnerzahl durch die Flüchtlinge und Vertriebenenzuwanderung aus den ehemaligen deutschen Ostgebieten innerhalb kurzer Zeit um ein Drittel anwuchs. Durch die Lage an der innerdeutschen Grenze und der damit einhergehenden ungünstigen wirtschaftlichen Entwicklung verlor die Stadt in der Folgezeit wieder an Einwohnern. Die Eingemeindungen der beiden Ortsteile Emmerstedt und Barmke im Jahr 1974 sowie die Übersiedler nach der deutschen Wiedervereinigung 1990 konnten diesen negativen Trend nur kurzfristig kompensieren.
| Jahr | Einwohner |
| ---- | --------- |
| 1600 | 3.000     |
| 1620 | 3.115     |
| 1639 | 1.645     |
| 1700 | 3.800     |
| 1793 | 4.321     |
| 1830 | 6.237     |
| 1855 | 6.234     |
| 1871 | 7.783     |
| 1900 | 14.259    |
| 1919 | 16.446    |
| 1925 | 17.166    |

| Jahr | Einwohner |
| ---- | --------- |
| 1940 | 18.349    |
| 1945 | 26.219    |
| 1956 | 29.025    |
| 1961 | 29.543    |
| 1964 | 29.768    |
| 1970 | 27.326    |
| 1975 | 28.095    |
| 1980 | 26.718    |
| 1989 | 26.043    |
| 1991 | 26.419    |
| 1995 | 26.434    |

| Jahr | Einwohner |
| ---- | --------- |
| 2000 | 26.152    |
| 2005 | 25.426    |
| 2010 | 23.937    |
| 2011 | 23.686    |
| 2014 | 23.070    |
| 2015 | 23.254    |
| 2016 | 23.336    |
| 2017 | 25.803    |
| 2018 | 25.728    |
| 2019 | 25.712    |
| 2020 | 25.544    |

| Jahr | Einwohner |
| ---- | --------- |
| 2021 | 25.325    |

Hinweis: Einwohnerzahlen sind angegeben nach dem jeweiligen Gebietsstand. Bis 1830 handelt es sich meist um Schätzungen, danach um Volkszählungsergebnisse oder amtliche Fortschreibungen der jeweiligen Statistischen Ämter bzw. der Stadtverwaltung selbst.

## Politik
Die Stadt Helmstedt gehört zum Landtagswahlkreis 8 und zum Bundestagswahlkreis 52 Helmstedt – Wolfsburg.

### Rat
Die Kommunalwahl am 24. September 2017 wurde aufgrund einer Fusion mit der Nachbargemeinde Büddenstedt notwendig. Der Rat der Stadt Helmstedt besteht seitdem aus 38 Ratsfrauen und Ratsherren. Die Ratsmitglieder wurden durch diese Kommunalwahl für vier Jahre gewählt. Die folgende reguläre Kommunalwahl am 12. September 2021 führte zu dem in nebenstehendem Diagramm dargestellten Ergebnis. Die Sitzverteilung ab 2021 kann der unten stehenden Tabelle entnommen werden.
Stimmberechtigt im Rat ist neben den 38 gewählten Mitgliedern auch der getrennt gewählte hauptamtliche Bürgermeister Wittich Schobert (CDU).
Die vergangenen vier Kommunalwahlen führten zu folgenden Ergebnissen:
- Linke: 1
- SPD: 12
- Grüne: 3
- FDP: 2
- HWG: 1
- UWG: 1
- CDU: 14
- AfD: 2

CDU incl. Bürgermeister-Stimme | 
Der AfD stünden drei Sitze zu, sie konnte jedoch nur zwei besetzen
| Parteien und Wählergemeinschaften | Parteien und Wählergemeinschaften           | % 2021  | Sitze 2021 | % 2017  | Sitze 2017 | % 2016  | Sitze 2016 | % 2011  | Sitze 2011 |
| --------------------------------- | ------------------------------------------- | ------- | ---------- | ------- | ---------- | ------- | ---------- | ------- | ---------- |
| CDU                               | Christlich Demokratische Union Deutschlands | 34,74   | 13         | 40,87   | 15         | 34,60   | 12         | 35,73   | 12         |
| SPD                               | Sozialdemokratische Partei Deutschlands     | 33,34   | 12         | 33,68   | 13         | 35,50   | 12         | 40,39   | 14         |
| GRÜNE                             | Bündnis 90/Die Grünen                       | 9,35    | 3          | 4,17    | 2          | 7,00    | 2          | 8,09    | 3          |
| AfD                               | Alternative für Deutschland                 | 7,46    | 3          | 6,39    | 2          | 8,10    | 3          | –       | –          |
| FDP                               | Freie Demokratische Partei                  | 6,21    | 2          | 4,71    | 2          | 6,10    | 2          | 3,47    | 1          |
| Linke                             | Die Linke                                   | 2,35    | 1          | 3,71    | 1          | 3,00    | 1          | 2,63    | 1          |
| ÖDP                               | Ökologisch-Demokratische Partei             | 1,13    | 0          | –       | –          | –       | –          | –       | –          |
| NPD                               | Nationaldemokratische Partei Deutschlands   | –       | –          | 1,87    | 1          | 2,40    | 1          | 3,53    | 1          |
| HWG                               | Helmstedter Wählergemeinschaft              | 3,73    | 1          | 1,88    | 1          | –       | –          | –       | –          |
| UWG                               | Unabhängige Wählergemeinschaft              | 1,68    | 1          | 1,68    | 1          | 3,20    | 1          | 2,85    | 1          |
| NEO                               | Neues Helmstedt                             | –       | –          | 1,04    | 0          | –       | –          | –       | –          |
| Gesamt                            | Gesamt                                      | 100     | 38         | 100     | 38         | 100     | 34         | 100     | 34         |
| Wahlbeteiligung                   | Wahlbeteiligung                             | 49,49 % | 49,49 %    | 66,66 % | 66,66 %    | 48,91 % | 48,91 %    | 49,83 % | 49,83 %    |

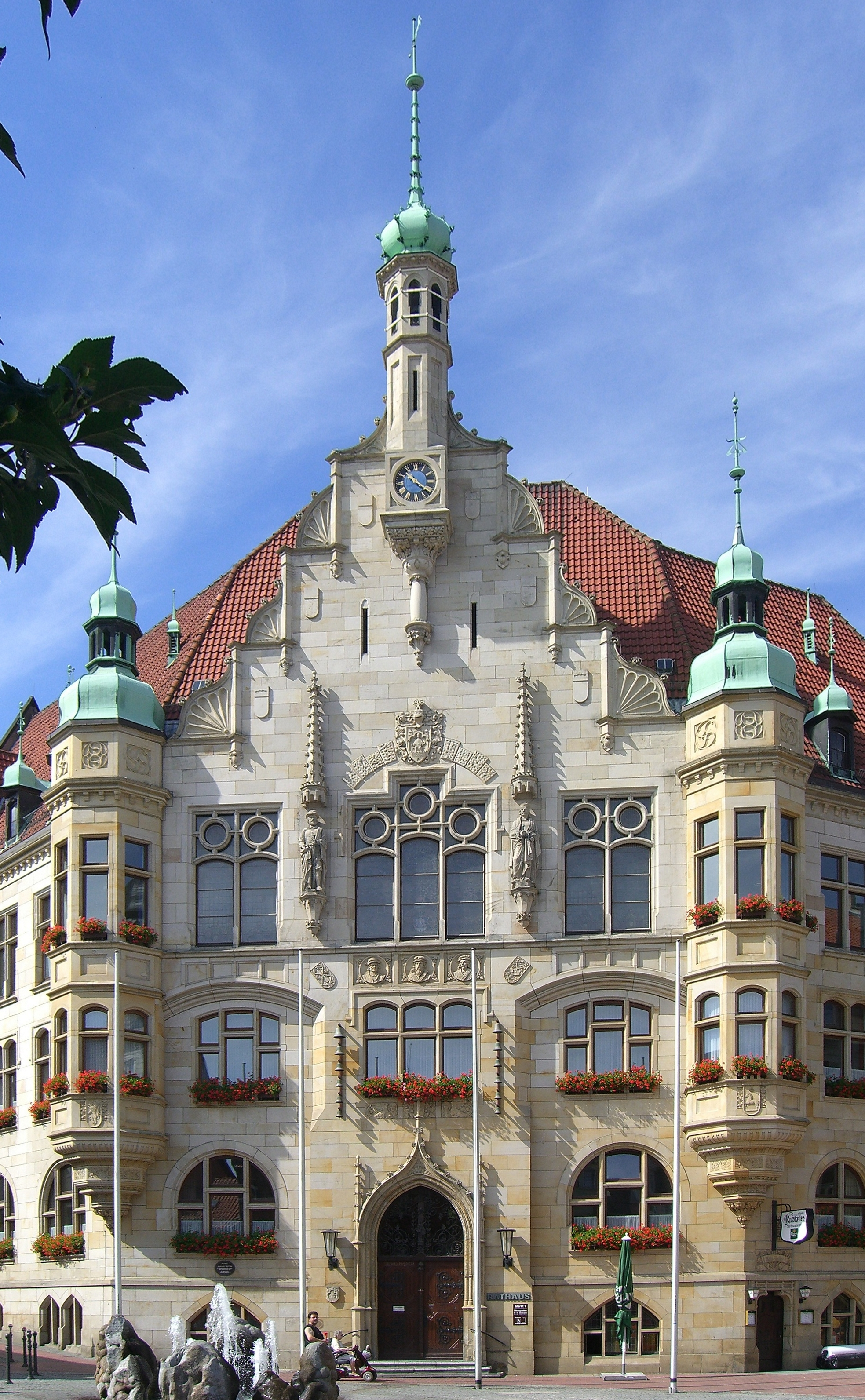
Helmstedter Rathaus aus Velpker Sandstein (erbaut 1904–1906)

Für 2021–2026 wurden folgende Gruppen gebildet:
- CDU / Grüne / UWG
- SPD / Linke
- FDP / HWG

Die Gruppe CDU / Grüne / UWG um den Bürgermeister Wittich Schobert erreicht inklusive Bürgermeisterstimme genau die Hälfte der Stimmen im Rat und hat somit keine eigene Mehrheit.

### Bürgermeister
Seit dem 1. November 2011 ist der CDU-Politiker Wittich Schobert hauptamtlicher Bürgermeister der Stadt. Bei der letzten Bürgermeisterwahl am 24. September 2017 setzte er sich in direkter Wahl mit 55,50 % der abgegebenen Stimmen gegen drei Konkurrenten durch. Die Wahlbeteiligung lag bei 66,6 %.

### Wappen
Im oberen Teil des Stadtwappens wird der geistliche Einfluss auf Helmstedt durch den heiligen Ludger deutlich gemacht. Er thront unter einem kleeblattförmigen Architekturbogen mit roten Dächern und der Inschrift „S.LUDGER“. Der Heilige trägt ein weißes Gewand mit roter Kasel. In seiner Rechten hält er einen goldenen Krummstab. In seiner Linken ein goldenes Buch und einen ebensolchen Heiligenschein. Im unteren Teil des Wappens wird eine silberne Zinnmauer mit offener Tür gezeigt, was damals den Begriff „Stadt“ wiedergab. Für die Farbe des Helmstedter Wappenschildes wurde Blau gewählt, für die Figur des Heiligen und für das Mauerwerk Weiß. Die Stadtfarben sind daher naturgemäß Blau-Weiß. Das Bild des Heiligen Ludger wurde am 25. Mai 1900 als endgültiges Wappen der Stadt von Prinz Albrecht genehmigt, dem damaligen Regenten des Herzogtums Braunschweig.
Neben dem offiziellen Wappen hat Helmstedt auch noch ein altes, bzw. eigentliches Wappen. Es bildet zwei goldene, schräg gekreuzte Krummstäbe auf rotem Grund ab. Das Wappen hat seinen Ursprung in der Reichsabtei Werden-Helmstedt, die als Staatswesen im Mittelalter auf zwei getrennten Gebieten bestand, in Werden an der Ruhr, einem heutigen Stadtteil von Essen, und Helmstedt. Im 19. Jahrhundert wurde das Wappen, vermutlich aus Unkenntnis über die Unterschiede zwischen einem Siegel und einem Wappen, vom Motiv des Stadtsiegels abgelöst, so wie es sich bis heute im offiziellen Wappen zeigt.

### Städtepartnerschaften
Bereits seit den 1950er Jahren unterhält Helmstedt freundschaftliche Verbindungen zu anderen europäischen Städten. Nach dem Fall des Eisernen Vorhanges wurden diese Aktivitäten nach Ost- und Südosteuropa ausgedehnt. Derzeit besteht mit folgenden Städten eine offizielle internationale Städtepartnerschaft:
| - Vitré in Frankreich seit 1978 - Chard im Vereinigten Königreich seit 1980 - Albuquerque in den Vereinigten Staaten seit 1983 - Fiuggi in Italien seit 1986 | - Haldensleben in Deutschland seit 1990 - Swetlahorsk in Belarus seit 1991 - Orăștie in Rumänien seit 2002 - Konakli in der Türkei seit 2008 |

Durch die Fusion mit der Gemeinde Büddenstedt hat die Stadt zwei weitere Partnerstädte übernommen:
| - Mondeville in Frankreich, seit 1973 | - Westward Ho! im Vereinigten Königreich, seit 1983 |

### Patenschaften
Seit dem Jahr 1999 ist die Stadt Namenspate eines Verkehrsflugzeuges vom Typ CRJ100LR, welches zur Flotte der Lufthansa CityLine gehört und das Luftfahrzeugkennzeichen D-ACJJ trägt.

## Kultur und Sehenswürdigkeiten
Seine historische Bausubstanz, seine schief liegenden Plätze und seine die Altstadt umgebenden Befestigungsanlagen geben Helmstedt ein unverwechselbares Profil in der Braunschweiger Region.
Das Stadtbild wird u. a. geprägt durch die Doppelkapelle St. Peter und Paul / St. Johannes, eines der ältesten Bauwerke der Region, die St.-Felicitas-Krypta der Klosterkirche St. Ludgeri, die Pfarrkirche St. Stephani, das Kloster St. Marienberg, den Komplex der ehemaligen Universität mit dem Aulagebäude Juleum sowie eine Vielzahl von Fachwerk- und Professorenhäusern.
Als ein Helmstedter Professor 1755 herausfand, dass Quellen im Brunnental heilkräftiges Wasser führten, entstand in der waldigen Umgebung der Stadt ein mondänes Modebad. Die Quellen sind zwar inzwischen versiegt, geblieben aber ist in einer parkähnlichen Landschaft eine Siedlung mit Theater und einem Hotel-Restaurant, die bis heute die Ortsteilbezeichnung Bad Helmstedt führt und staatlich als Erholungsort anerkannt wurde. Sie liegt mitten im Lappwald, einem Grenzforst zwischen dem Herzogtum Braunschweig und Preußen, der in früheren Zeiten dem „Räuberhauptmann Rose“ und anderen Schmugglern als Zufluchtsort diente.
Helmstedt ist zudem Mitglied der in den 1980er Jahren wieder belebten hanseatischen Tradition der Lebens- und Kulturgemeinschaft des internationalen Städtebundes, der „Neuen Hanse“.

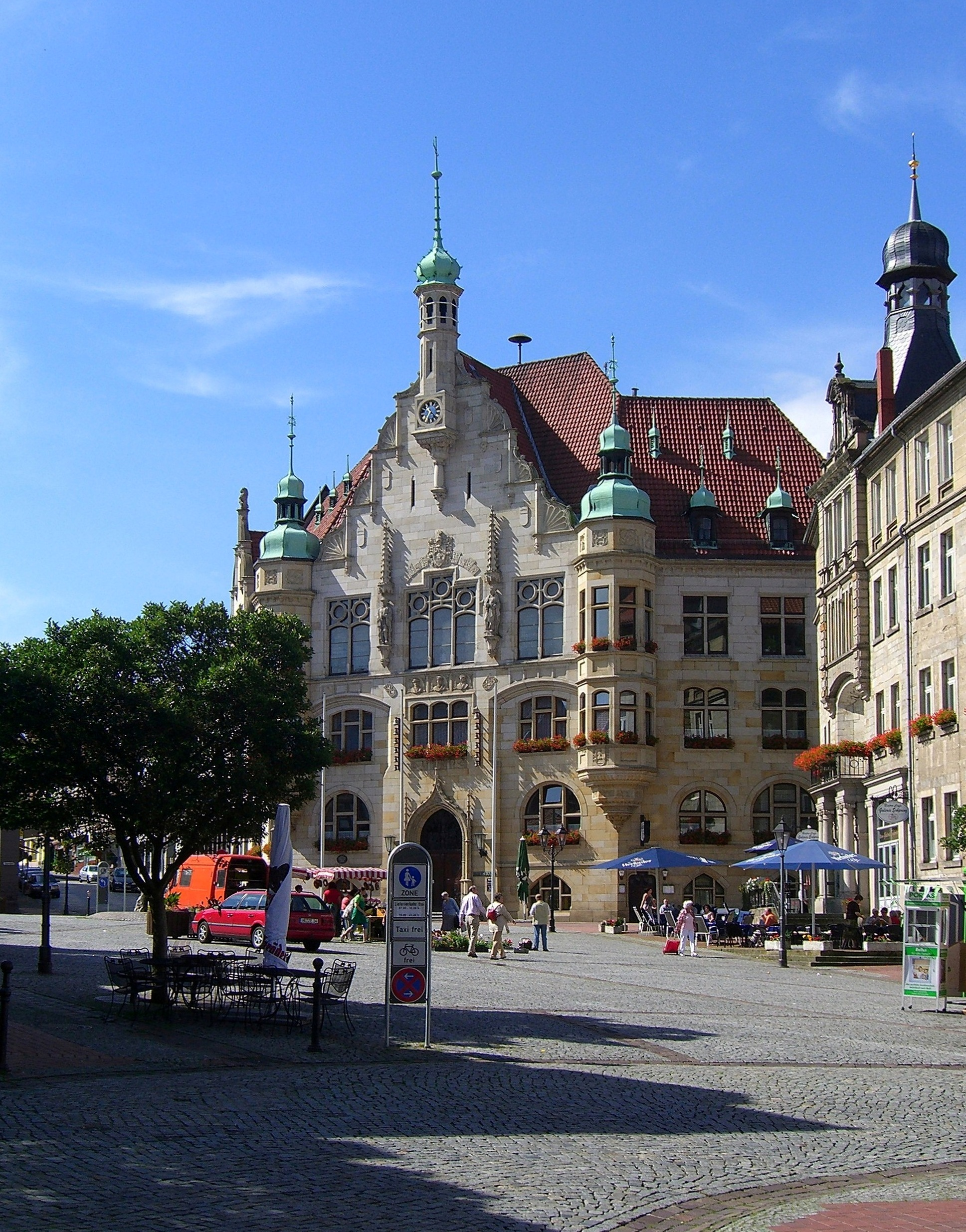
Marktplatz und Rathaus
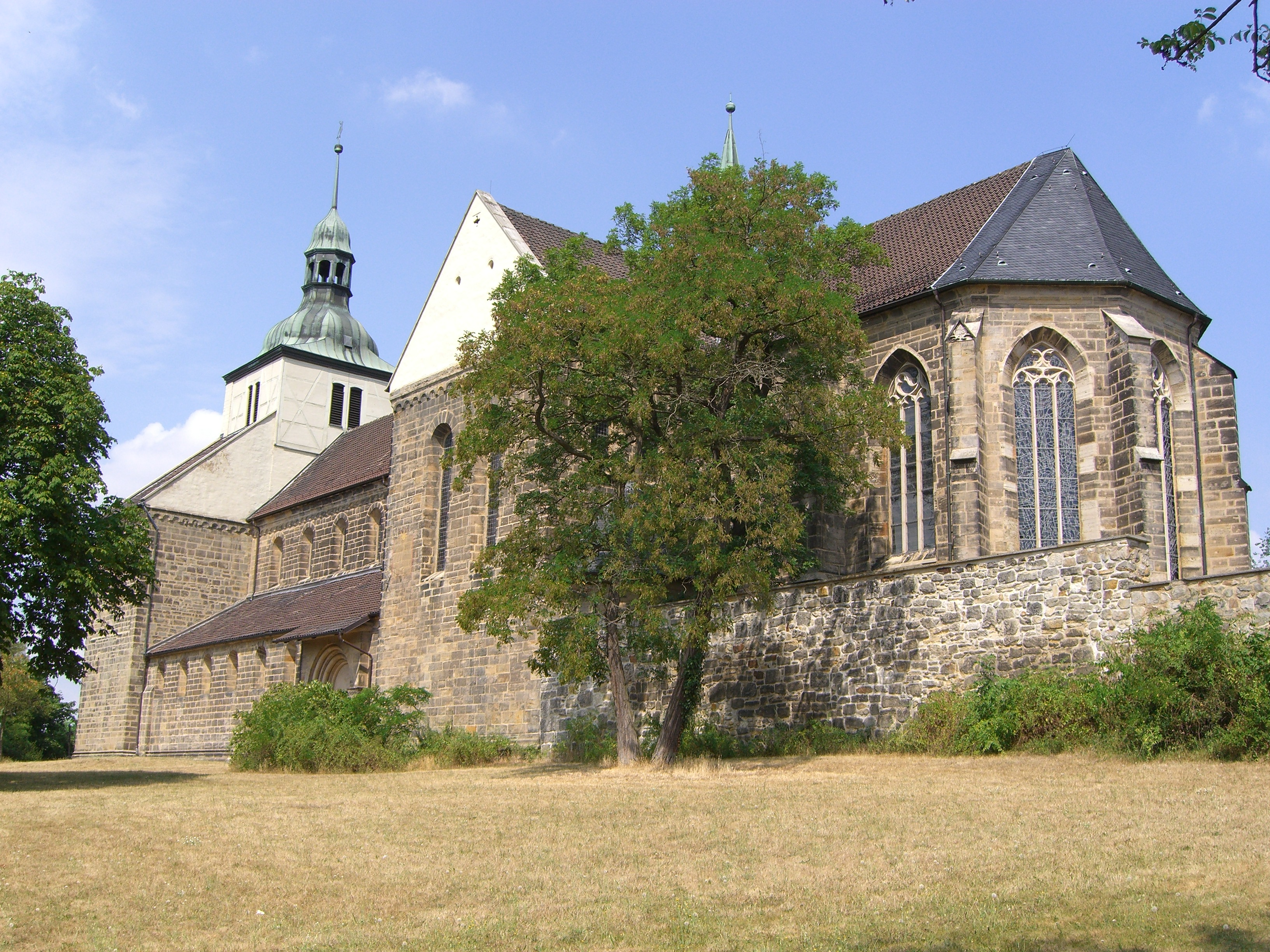
Kloster St. Marienberg
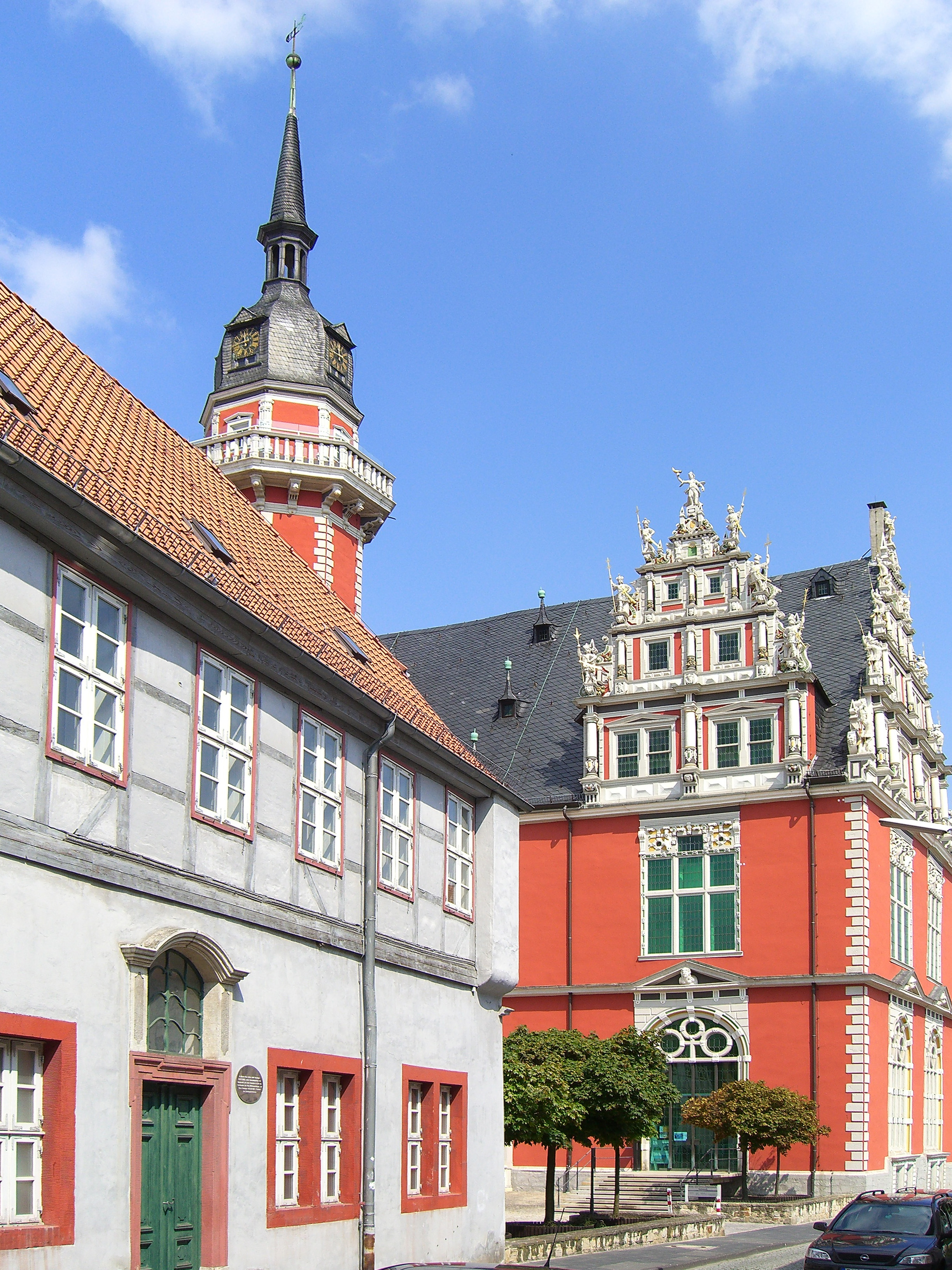
Gebäude der ehemaligen Universität Helmstedt
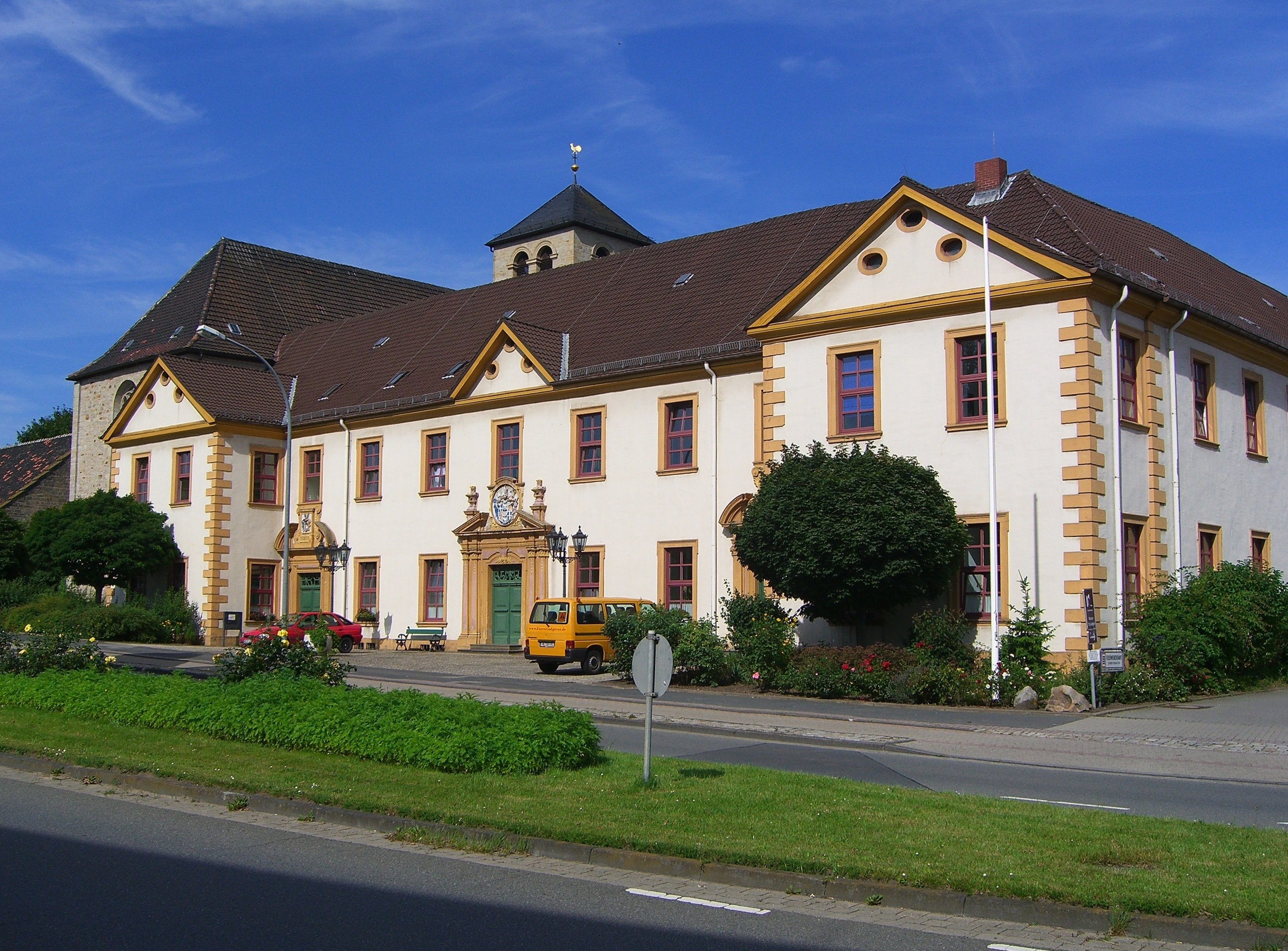
Klostergebäude St. Ludgeri
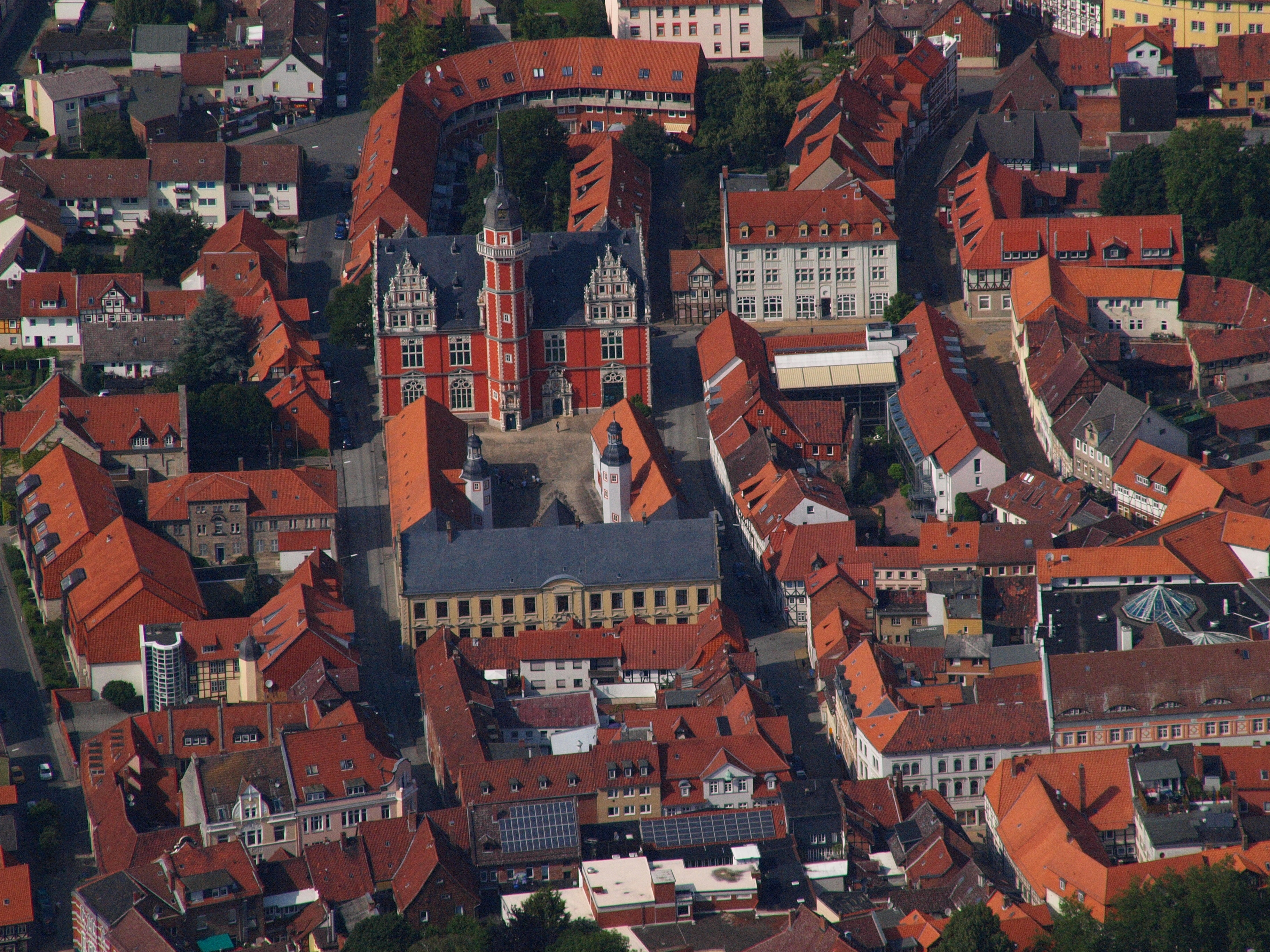
Juleum Novum

### Bauwerke

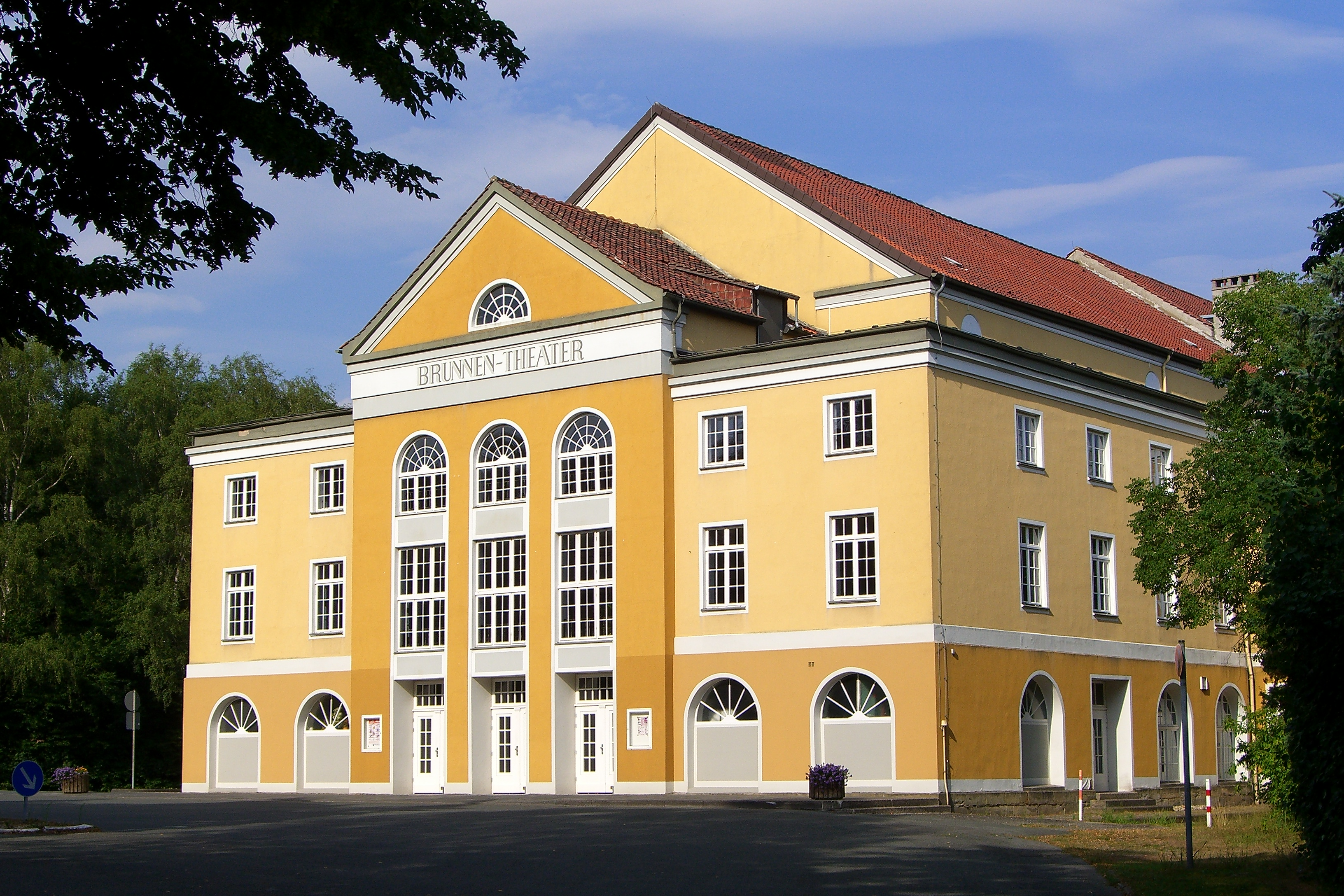
Das Brunnentheater in Bad Helmstedt

Als sehenswerte Bauwerke der Stadt sind u. a. zu nennen:
- das romanische Kloster St. Marienberg mit Schatzkammer und Paramentenwerkstatt. Sitz des Ausbildungsseminars für Grund-, Haupt- und Realschulen Helmstedt und der „Helmstedter Chorknaben“
- romanische Bauwerke des Klosters St. Ludgeri: die Doppelkapelle St. Peter und  Paul / St. Johannes und die St.-Ludgeri-Kirche mit der St.-Felicitas-Krypta
- das Türkentor, ehemaliger Eingang des Klosters St. Ludgeri
- das Juleum, Aula-Gebäude der ehemaligen Helmstedter Universität im Baustil der Weserrenaissance mit Universitätsbibliothek und Kreis- und Universitätsmuseum
- der Hausmannsturm als Teil der mittelalterlichen Befestigungsanlage und dem einzigen erhaltene Stadttor im Braunschweiger Land
- die gotische St.-Stephani-Kirche
- die romanische St.-Walpurgis-Kirche
- eine Vielzahl von Professorenhäusern aus dem 16. bis 18. Jahrhundert
- das zwischen 1904 und 1906 errichtete Rathaus im Stil der deutschen Neorenaissance
- die Anlagen der Helmstedter Landwehr mit Beobachtungstürmen im angrenzenden Lappwald
- das Zonengrenz-Museum
- die Großsteingräber „Lübbensteine“
- das „Brunnentheater“ im Stadtteil Bad Helmstedt
- das „Herzogliche Hoflager“, ein Fachwerkhaus aus dem Jahr 1567 mit umfangreichen Schmuckformen

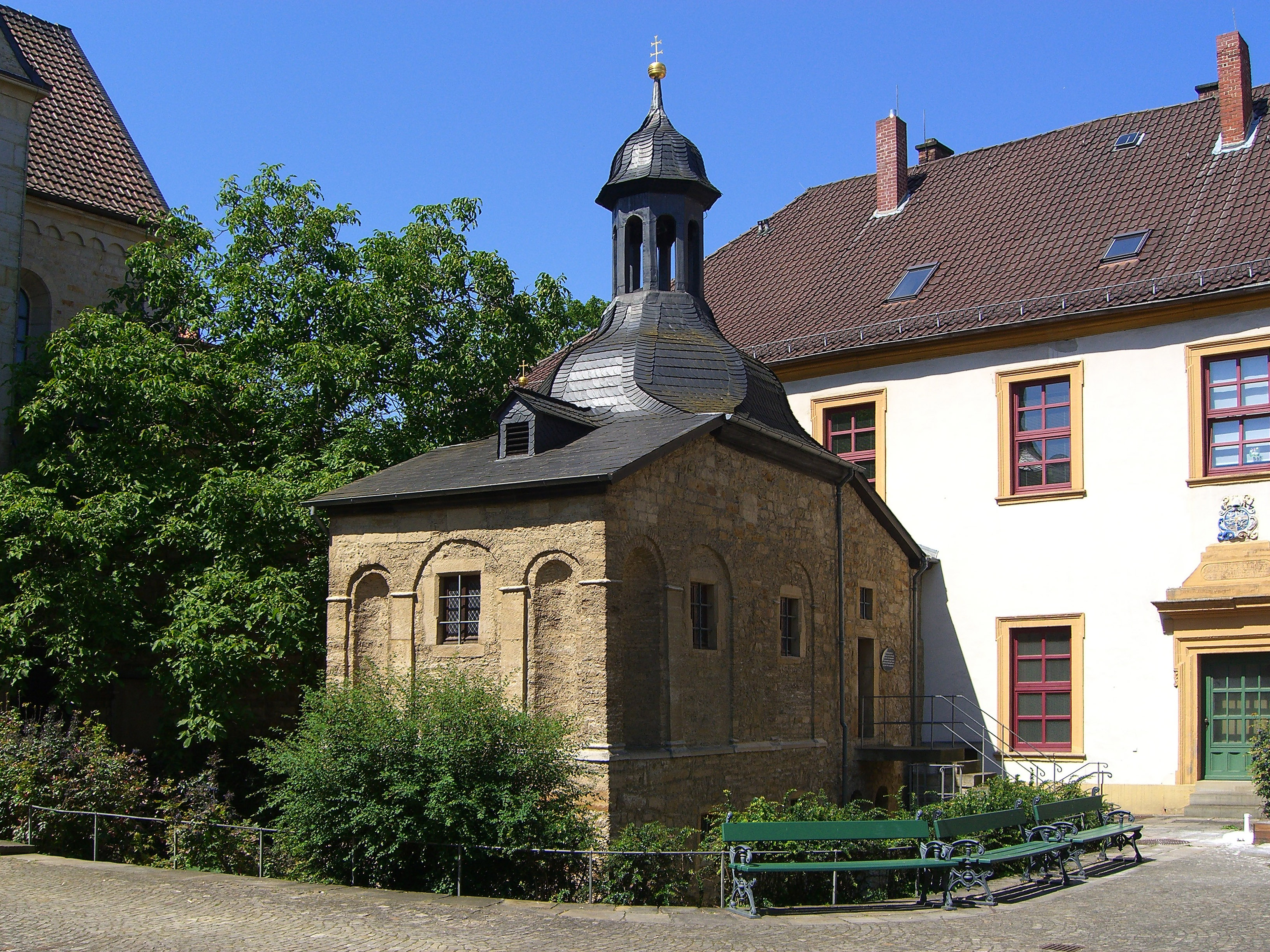
Doppelkapelle
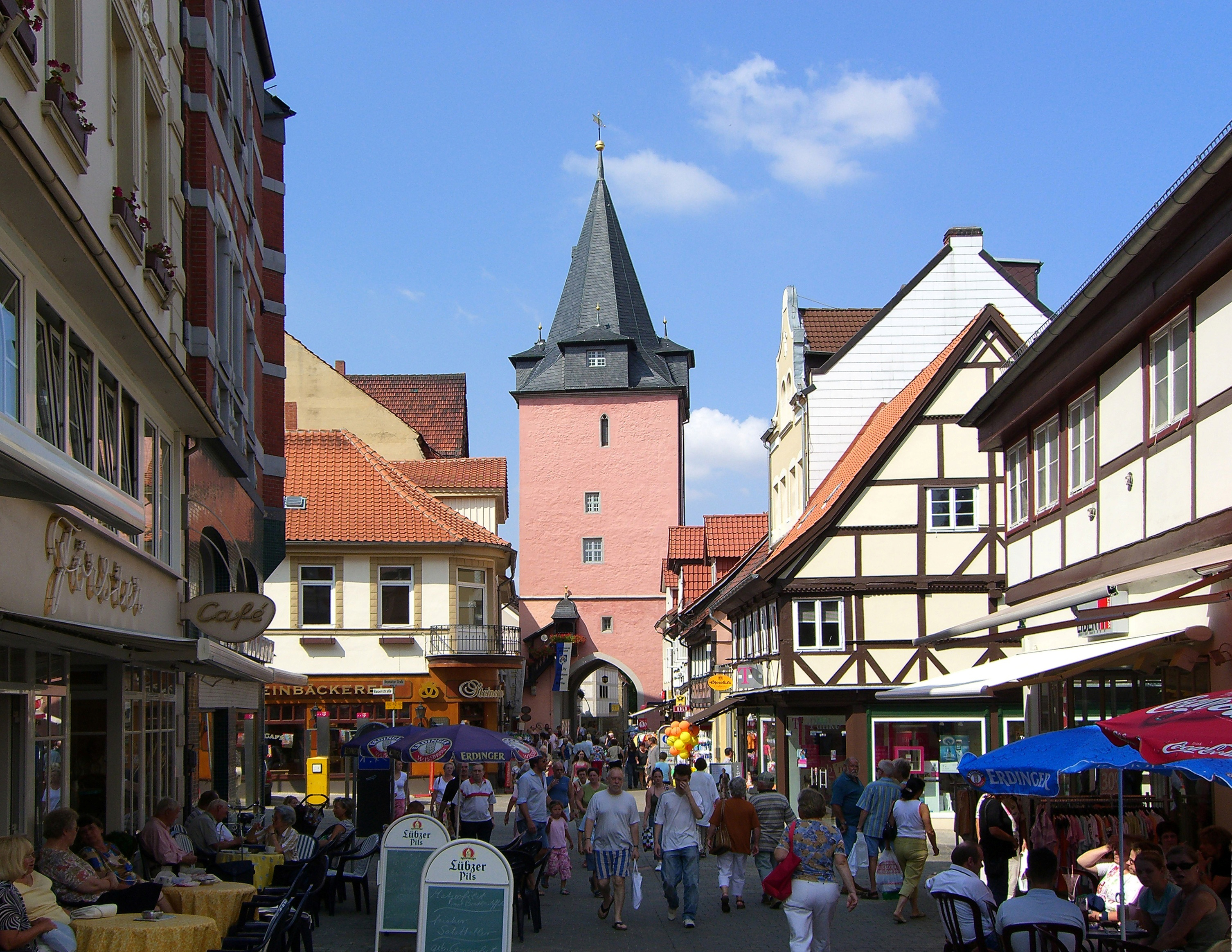
Fußgängerzone
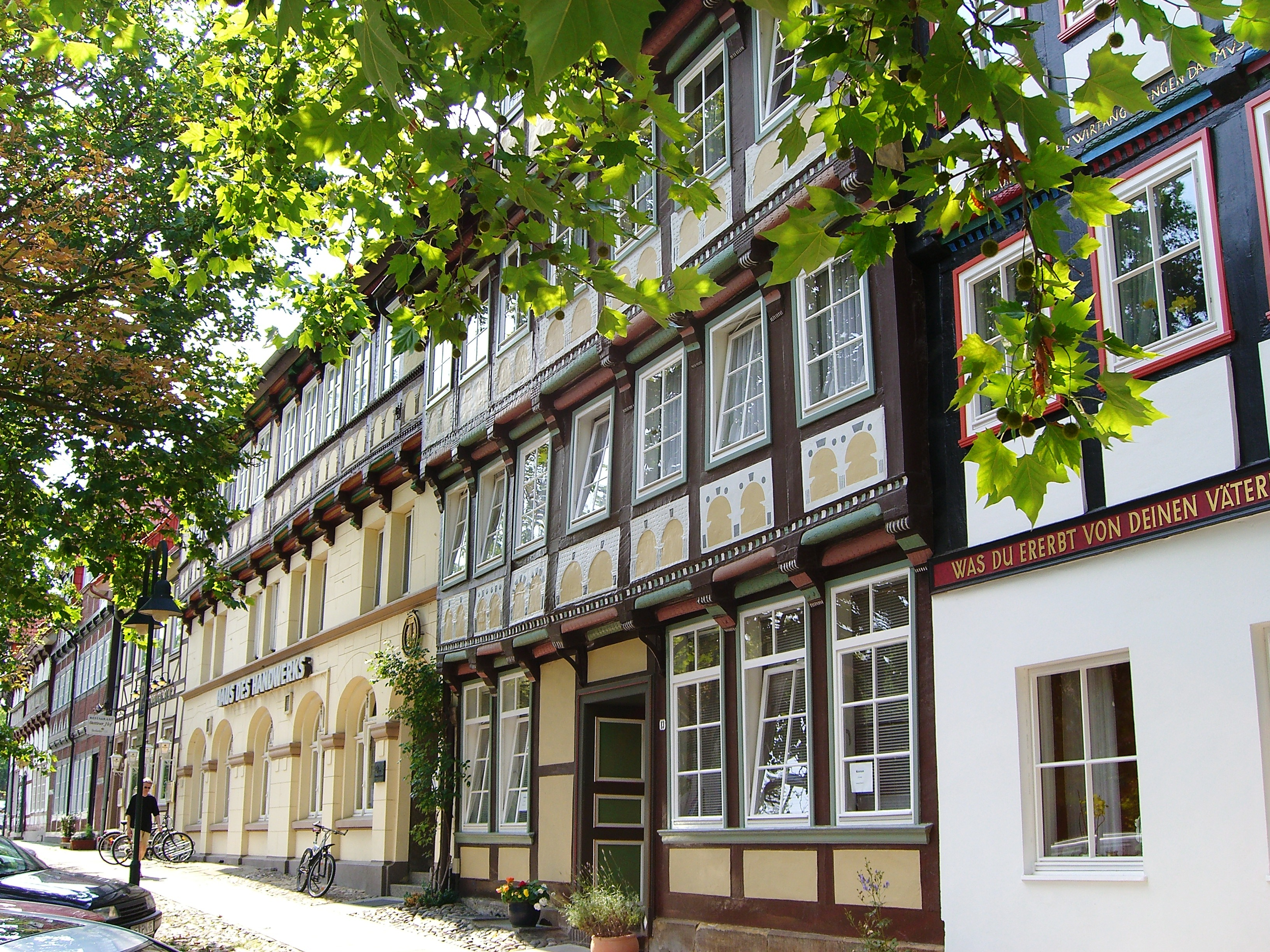
Fachwerkhäuser
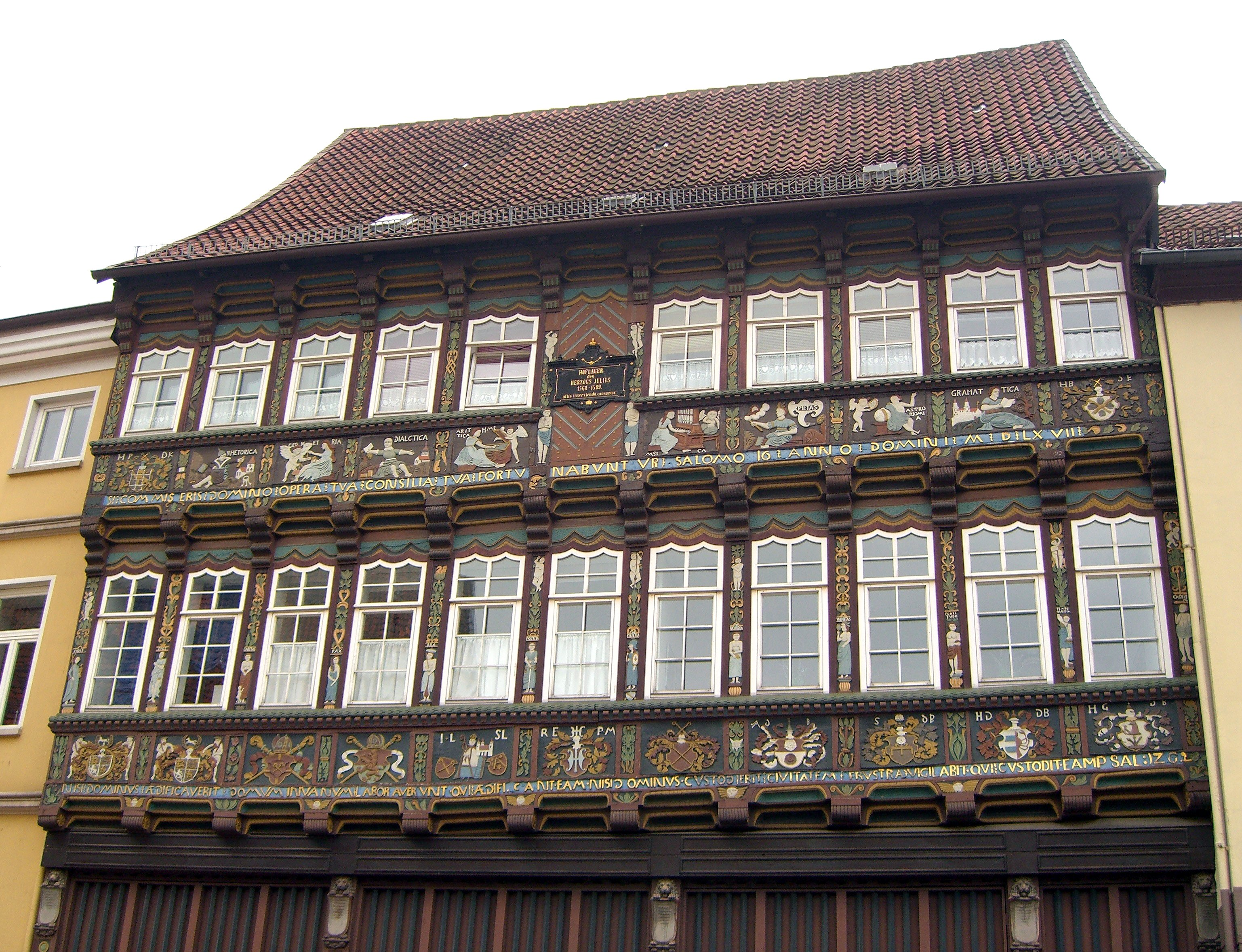
Herzogliches Hoflager

### Theater
Das Brunnentheater befindet sich etwa vier Kilometer vom Stadtzentrum entfernt mitten im Lappwald im Stadtteil Bad Helmstedt. Das 1927 fertiggestellte Gebäude ist ein Nachfolgebau des im Jahr 1815 eröffneten Kurtheaters und umfasst gegenwärtig mehr als 600 Sitzplätze. Die Spielsaison erstreckt sich von den Monaten September bis April und bietet wechselnde Vorstellungen, die von Tourneetheatern aufgeführt werden.

### Museen

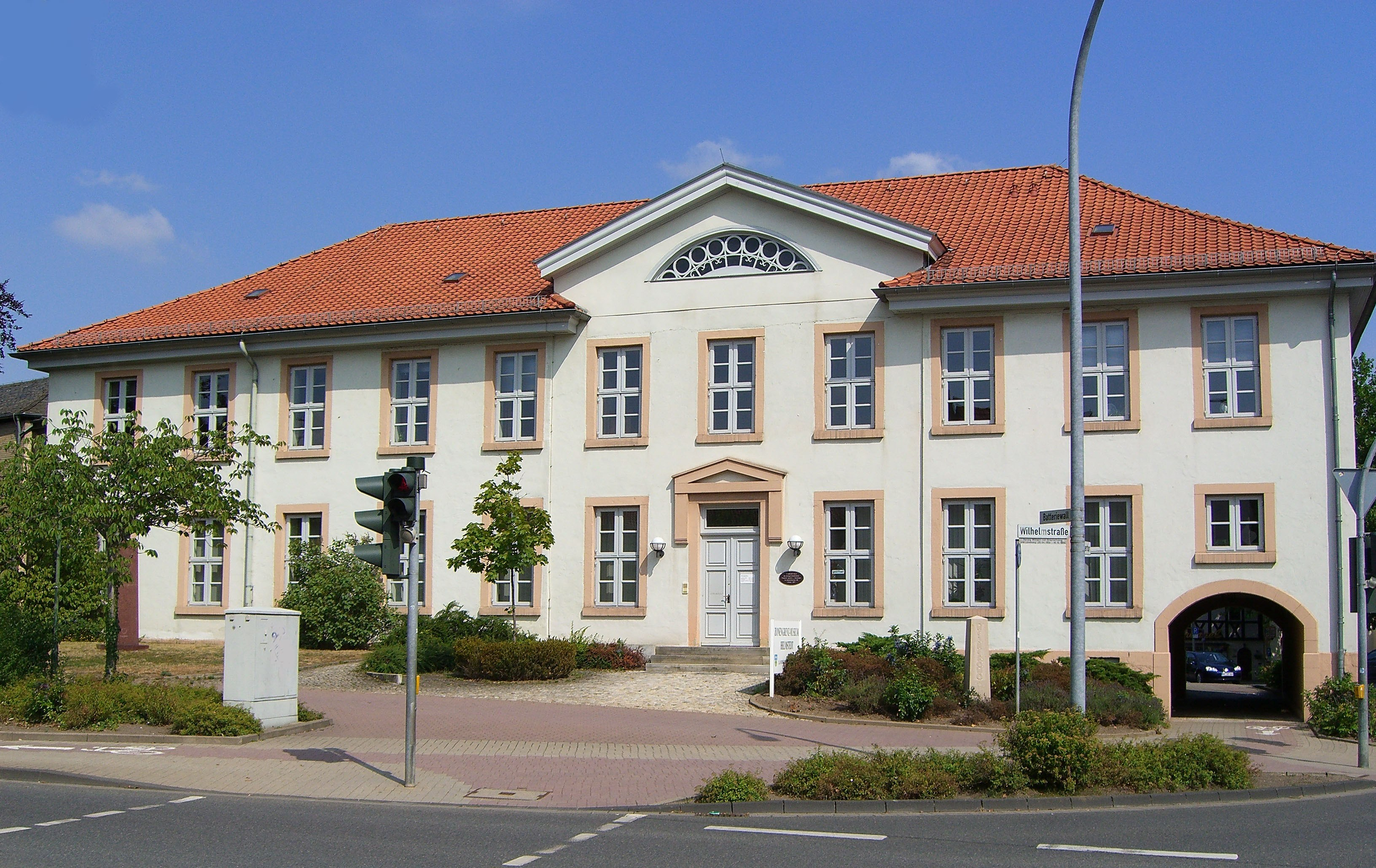
Zonengrenz-Museum

Das ehemalige Kreisheimatmuseum und im Oktober 2003 als „Kreis- und Universitätsmuseum“ im Kellergeschoss des Juleums eröffnete Museum beherbergt eine Dauerausstellung zu zwei Hauptthemen: der Universitätsgeschichte von Helmstedt und dem Leben im Landkreis Helmstedt seit 400.000 Jahren. Im Obergeschoss des Juleums sind die Reste der ehemaligen Universitätsbibliothek mit aktuell noch rund 35.000 Bänden zu besichtigen.
Als Erinnerung an die mehrere Jahrzehnte währende exponierte Lage der Stadt Helmstedt zur Grenze der DDR wurde im Jahr 1994 das „Zonengrenz-Museum“ eröffnet, das als Informationszentrum die Geschichte der Innerdeutschen Grenze in der Zeit von 1945 bis 1990 anhand von Exponaten und Zeitdokumenten abbildet.
Der „Museumshof Emmerstedt“ ist im gleichnamigen Ortsteil angesiedelt und stellt die Landwirtschaft und das örtliche Handwerk vergangener Zeiten vor. Zudem wird die Ortsgeschichte von Emmerstedt gezeigt.

### Sport
In Helmstedt gibt es mehrere Sportvereine, die sich überwiegend dem Breitensport widmen. Es werden u. a. die klassischen Feld- und Hallensportarten angeboten. Weiterhin bestehen Sportmöglichkeiten zum Angeln, Reiten und Segelfliegen.
Die Helmstedter Schützenbruderschaft von 1370 e. V. kann auf eine Vereinsgeschichte verweisen, die auf das Jahr 1370 zurückgeht, und ist damit einer der traditionsreichsten Schützenvereine in Niedersachsen. Die mitgliederstärksten Vereine der Stadt sind der Helmstedter Sportverein 1913 e. V. (HSV) mit rund 2240 Mitgliedern und der Turn- und Sportverein Germania Helmstedt von 1849 e. V. (TSV Germania Helmstedt) mit rund 1670 Mitgliedern.
An Sport- und Freizeitmöglichkeiten in Helmstedt können u. a. genutzt werden:
- das 1952 eröffnete Freibad Waldbad Birkerteich im Lappwald
- das 1976 eröffnete Hallenbad Julius-Bad
- das 1980 fertiggestellte Stadion an der Masch für Fußball- und Leichtathletikveranstaltungen mit einer Kapazität von 4500 Plätzen[28]
- das ebenfalls im Jahr 1980 eröffnete Bürgerhaus mit einem Bowling- und Kegelcenter
- die 2012 eröffnete Kegelsportanlage Helmstedt

2021 bewarb sich die Stadt zusammen mit dem Landkreis Börde, Haldensleben und dem Landkreis Helmstedt als Host Town für die Gestaltung eines viertägigen Programms für eine internationale Delegation der Special Olympics World Summer Games 2023 in Berlin. 2022 wurde sie als Gastgeberin für Special Olympics  ausgewählt. Damit wurde sie Teil des größten kommunalen Inklusionsprojekts in der Geschichte der Bundesrepublik mit mehr als 200 Host Towns.

### Regelmäßige Veranstaltungen
Anknüpfend an die Helmstedter Universitätstradition, werden seit 1995 jeweils in zeitlicher Nähe zum Tag der Deutschen Einheit alljährlich die Helmstedter Universitätstage durchgeführt. Vorträge und Diskussionen über alle Fragen des Zusammenwachsens von Ost und West sind Gegenstand der öffentlichen Helmstedter Universitätstage, die jedes Jahr unter einem bestimmten Thema stehen. Im alten Hauptgebäude der früheren Universität, dem Juleum, treffen deutsche und internationale Historiker, Politiker, Schriftsteller etc. zum Gedankenaustausch zusammen. Der Veranstaltungsort wurde in Anlehnung an die Bedeutung der ehemaligen Grenzstadt während der deutschen Teilung gewählt.
Die im Jahr 1983 ins Leben gerufene Elm-Lappwald-Messe findet üblicherweise im dreijährigen Intervall im Helmstedter Stadtgebiet statt. Diese regionale Wirtschaftsmesse versteht sich als Ergänzung zu den Großveranstaltungen in den angrenzenden Oberzentren Braunschweig, Wolfsburg und Magdeburg. Sie wird überwiegend von klein- und mittelständischen Betrieben geprägt, die in der Region um Elm und Lappwald angesiedelt sind. Im Jahr 2008 wurde die Veranstaltung von rund 70.000 Besuchern an sieben Messetagen frequentiert.
Seit Mitte der 1970er Jahre findet alljährlich am ersten Septemberwochenende das Helmstedter Altstadtfest in der Innenstadt statt, das von dem Verein helmstedt aktuell/Stadtmarketing e. V. organisiert wird. Dieses dreitägige Fest mit Live-Musikprogramm wird in der Regel mit einem verkaufsoffenen Sonntag der ortsansässigen Einzelhändler kombiniert.

## Wirtschaft und Infrastruktur

### Wirtschaftliche Entwicklung

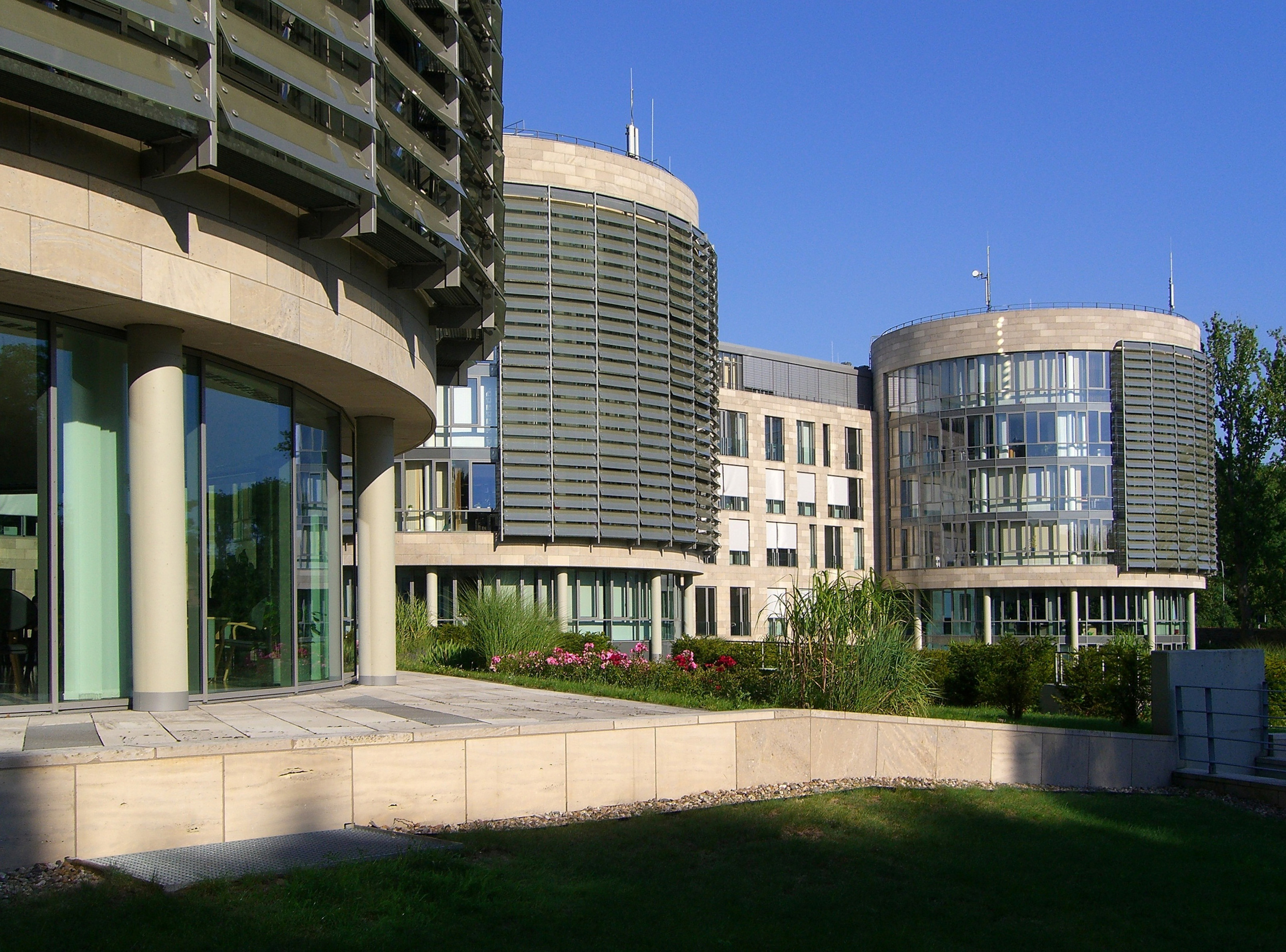
Hauptverwaltung der Avacon AG

Wirtschaftlich wurde Helmstedt in den letzten Jahrzehnten stets durch die Entwicklung des Volkswagenwerkes in Wolfsburg und die Braunschweigische Kohlen-Bergwerke (BKB) geprägt. Durch den Wegfall der Zonenrandförderung nach der deutschen Einheit und dem Förderprogramm Aufbau Ost wurden Kommunen im angrenzenden Sachsen-Anhalt begünstigt. Im Jahr 1998 wurde von der BKB die Abfallverwertungsanlage Helmstedt errichtet. Der Braunkohle-Tagebau Helmstedt wurde im Jahr 2002 stillgelegt. Helmstedt ist Sitz der Avacon AG, eines regionalen Strom- und Gasnetzbetreibers. Die Stadt gehört zum Geschäftsgebiet der Braunschweigischen Landessparkasse.

### Wohn- und Gewerbequartiere
Wie in vielen westdeutschen Städten setzte durch den wirtschaftlichen Aufschwung seit den 1950er Jahren auch in Helmstedt eine ausgeprägte Flächenerschließung und -bebauung ein. In den neueren Wohngebieten „Ziegelberg“ im Norden, „Gartenstadt“ und „Steinmühlenkamp“ (im Volksmund häufig Brandtsche Wiesen) im Osten sowie im westlichen „Elzwegviertel“ leben heute weitaus mehr Einwohner als im traditionellen Innenstadtbereich.
Alteingesessene Unternehmen und hinzukommende flächenintensive Betriebe wurden in den letzten Jahren verstärkt in neu geschaffenen Gewerbegebieten an den Stadtrand um- bzw. angesiedelt.

### Verkehrsanbindung

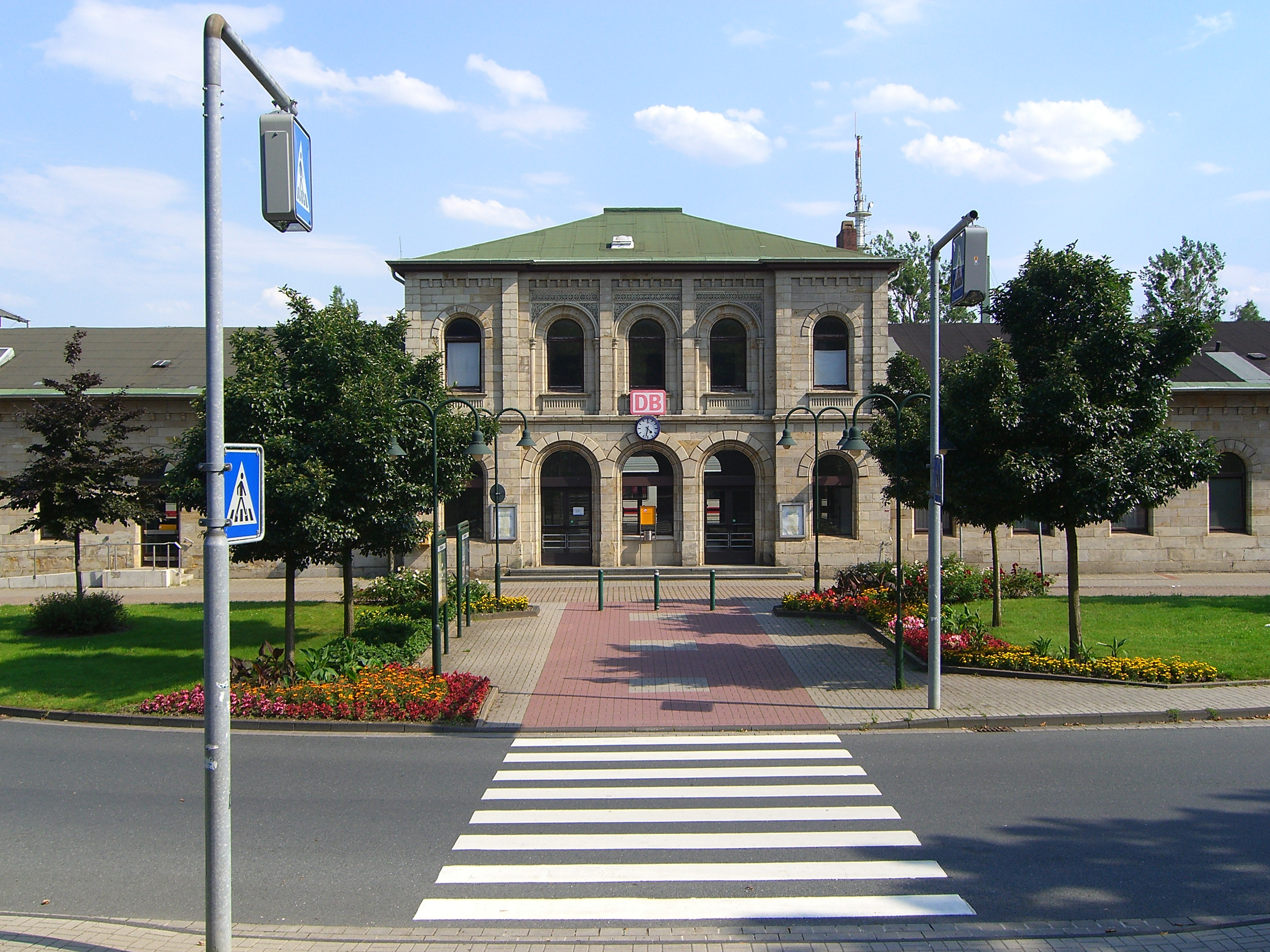
Helmstedter Bahnhof

#### Eisenbahnverkehr
Helmstedt liegt an der Bahnstrecke Braunschweig–Magdeburg. Der Bahnbetrieb auf der südlich des Elms verlaufenden Bahnstrecke Jerxheim–Helmstedt wurde im Dezember 2007 eingestellt.
Heute halten im Schienenpersonenverkehr alle zwei Stunden Intercity-Züge auf der Linie Leipzig – Magdeburg – Hannover – Bremen – Oldenburg (– Norddeich Mole) sowie stündlich Regionalbahnen in Richtung Magdeburg und Braunschweig.
Im Jahr 2006 übernahm die Lappwaldbahn GmbH die Bahnstrecke Helmstedt–Grasleben von der Deutschen Bahn und investierte 460.000 Euro an Eigenmitteln, um den Betrieb auf der Strecke am 7. Mai 2009 wiederaufnehmen zu können. Ziel der Reaktivierung der Strecke ist eine Entlastung für die Straße durch den Schwerlastverkehr.
Im Dezember 2015 kaufte die Stadt Helmstedt der Deutschen Bahn das Bahnhofsgebäude ab.

#### Straßenverkehr
Helmstedt ist an der Bundesautobahn 2 Oberhausen–Werder über die drei Anschlussstellen Helmstedt West (61), Helmstedt Zentrum (62) und Helmstedt Ost (63) angebunden. In west-östliche Richtung führt die B 1 seit dem Jahr 2005 um die Stadt herum. Die B 244 und die B 245a führen von Norden und Süden an die Stadt heran. An den innerdeutschen Fernbuslinien-Verkehr ist Helmstedt mit täglichen Verbindungen angeschlossen. Es sind in Ortsteilen 440 Straßen, Plätze und Fußwege/Gassen verzeichnet. Siehe auch: Liste der Straßen und Plätze in Helmstedt

#### Öffentlicher Personennahverkehr
Der öffentliche städtische Busverkehr in Helmstedt wird von der Kraftverkehrsgesellschaft Braunschweig (KVG) abgewickelt, die auch mehrere Regionalbusverbindungen betreibt. Ein Netz von Anrufsammeltaxis (A-S-T) steht nach vorheriger Anmeldung den Nutzern zur Verfügung und ergänzt den Busverkehr.

#### Luftverkehr
Der nächste größere internationale Verkehrsflughafen ist der Flughafen Hannover in rund 100 Kilometer Entfernung. Mit dem Flughafen Braunschweig-Wolfsburg (etwa 38 km) und dem Flughafen Magdeburg-Cochstedt (rund 60 km) befinden sich zwei weitere nationale Flughäfen in der Nähe.
Das Segelfluggelände Rote Wiese liegt etwa 2 km nordwestlich des Zentrums am westlichen Stadtrand von Helmstedt.

### Öffentliche Einrichtungen
Helmstedt ist Sitz folgender Einrichtungen beziehungsweise Institutionen:
- Amtsgericht Helmstedt
- Finanzamt Helmstedt
- Agentur für Arbeit Helmstedt
- Jobcenter Helmstedt
- Landkreis Helmstedt
- Helios St. Marienberg Klinik Helmstedt

### Bildung
Helmstedt steht in der Tradition der ehemaligen Universität und konnte sich in der Folgezeit als „Schulstadt“ einen überregional bedeutenden Namen machen. Heute gibt es in Helmstedt neben den allgemeinbildenden Schulen berufsbildende und fortbildende Einrichtungen.

#### Hochschulen
In den Räumen der Alten Universität ist die 2002 gegründete Otto-von-Guericke Business School Magdeburg, eine private Wirtschaftshochschule, mit ihrem Campus Helmstedt beheimatet. In Helmstedt finden Unterrichtsveranstaltungen in den Studienfächern Bachelor in Business Administration (B.A.) und Master of Business Administration statt.

#### Schulen
Insgesamt gibt es in Helmstedt sechs Grundschulen, die über das gesamte Stadtgebiet verteilt sind. An weiterführenden Schulen sind eine Gesamtschule (Giordano-Bruno-Gesamtschule), eine Realschule (Lademann-Realschule) sowie die beiden Gymnasien (Gymnasium am Bötschenberg, Gymnasium Julianum) in der Stadt angesiedelt. Seit dem Jahr 1921 besteht in Helmstedt zudem eine Schule für Lernhilfe (Wichern-Schule) zur Förderung von Kindern mit Lernproblemen, die mit Beginn des Schuljahrs 2025/2026 auch einen Hauptschulzweig eingerichtet hat. Der Landkreis Helmstedt unterhält außerdem eine Berufsschule, daneben existiert die private berufsbildende Oskar-Kämmer-Schule.

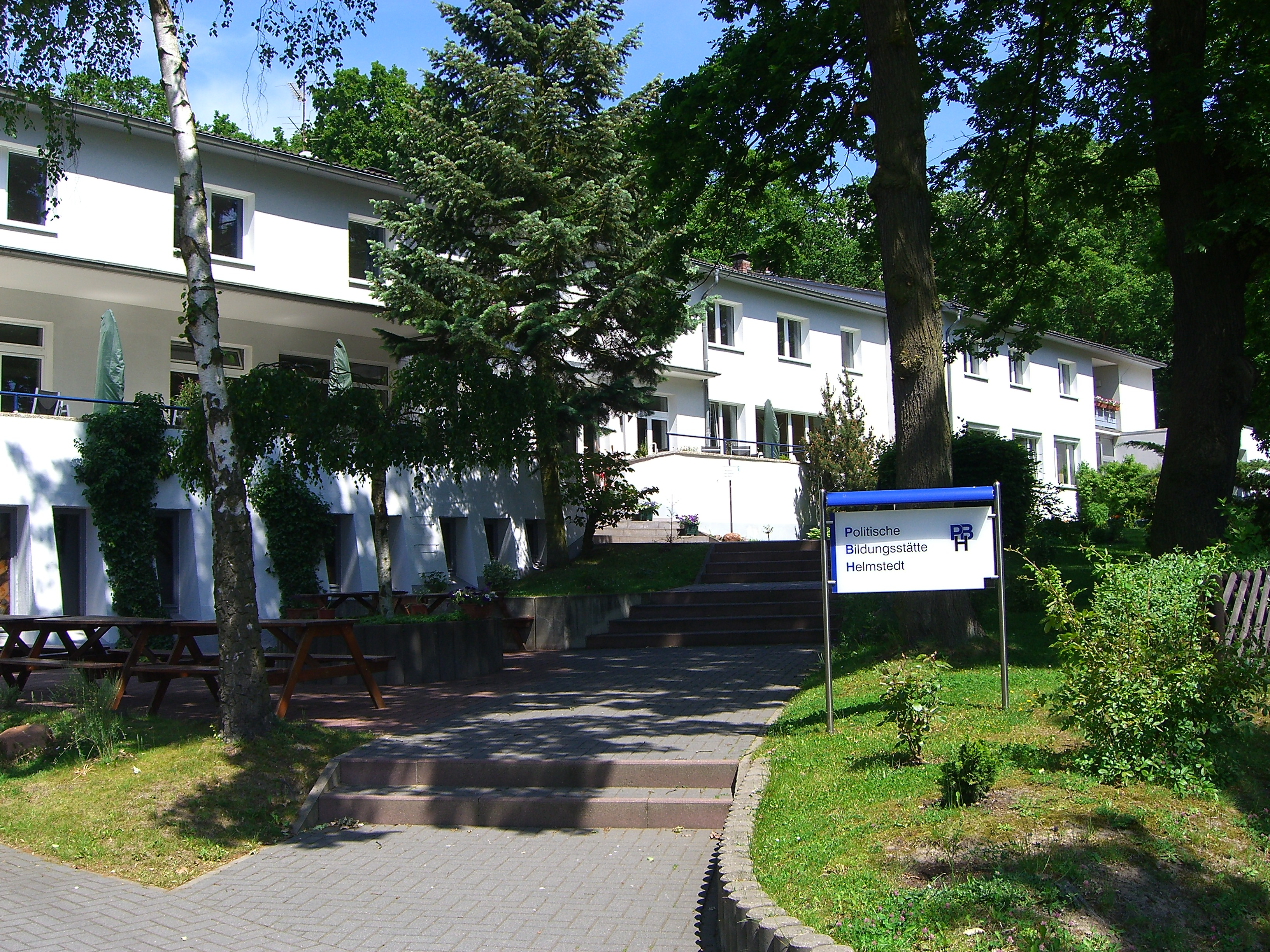
Politische Bildungsstätte Helmstedt

#### Sonstige Bildungs- und Forschungseinrichtungen
Neben den diesen Schulen befinden sich noch weitere Bildungseinrichtungen in der Stadt. Vom Landkreis werden eine Kreismusikschule sowie die Kreisvolkshochschule betrieben. Weiterhin ist die Politische Bildungsstätte Helmstedt eine seit vielen Jahren bestehende Heimvolkshochschule zur Erwachsenenbildung. Das 1974 eröffnete Jugendfreizeit- und Bildungszentrum (JFBZ), das seinen Aufgabenschwerpunkt in der Jugendarbeit sieht, bietet auch Weiterbildungskurse für Jugendliche an.

## Persönlichkeiten

### Ehrenbürger
Die Stadt Helmstedt hat in ihrer Geschichte u. a. folgende Personen mit der Ehrenbürgerschaft ausgezeichnet:
- Carl Adolph Heinrich von Hohnhorst (1850), Kreisdirektor (1844–1850)
- Robert Hasenfuß (1968), ehemaliger Bürgermeister der Stadt
- Robert Schaper (1993), Stadtarchivar und Ratsmitglied
- Ilse Moshagen (1995), Ratsmitglied
- Heinz Niemann (1996), Ratsmitglied
- Hans-Otto Kieschke (2008), ehemaliger Bürgermeister der Stadt

In Klammern das Jahr der Ernennung

### Söhne und Töchter der Stadt
- Henning Hagen (um 1435–1504), Benediktinermönch und spätmittelalterlicher Historiker; Verfasser der ersten Stadtchronik Helmstedts
- Jacob Lucius der Jüngere (1570–1616), Typograph der Universität Helmstedt
- Johann Angelius Werdenhagen (1581–1652), Philosoph, Politologe und Diplomat
- Johann Heinrich Meibom (1590–1655), Arzt und Professor der Medizin an der Universität Helmstedt
- Heinrich Lorenz Berckelmann (1614–1661), Pastor in Straßburg und Hameln
- Friedrich Ulrich Calixt (1622–1701), evangelischer Theologe
- Hermann Dietrich Meibom (1671–1745), Jurist, Historiker und Hochschullehrer
- Brandan Meibom (1678–1740), Professor der Pathologie, Semiotik und Botanik
- Johann Bernhard Wiedeburg (1687–1766), Mathematiker und Astronom
- Paul Gottlieb Werlhof (1699–1767), königlich-hannoverscher Hofarzt und Dichter
- Heinrich Andreas Koch (1707–1766), Jurist und braunschweigischer Landeshistoriker
- Johann Christian Winter (1718–1802), Kantor, Musikdirektor und Dichter
- Johann Heinrich Helmuth (1731–1813), lutherischer Geistlicher und Autor populärwissenschaftlicher Werke
- Justus Henry Christian Helmuth (1745–1825), lutherischer Theologe, Pfarrer und Professor in Philadelphia
- John Andrew Graefer (1745/46–1825), Botaniker und Gartengestalter
- Georg Rudolph Lichtenstein (1747–1807), Arzt und Apotheker
- Franz Ernst Christoph Leuckart (1748–1817), Musikverleger, Kunst- und Musikalienhändler in Breslau
- Anton August Heinrich Lichtenstein (1753–1816), Zoologe und Bibliothekar
- Johann Carl Daniel Curio (1754–1815), Pädagoge, Privatlehrer und Publizist
- Wilhelm Julius Ludwig von Schubert (1755–1835), Jurist und Regierungsbeamter
- Johann Christian Gottlieb Wernsdorf (1755–1822), Hochschullehrer an der Universität Helmstedt und Philosoph
- Karl Friedrich Häberlin (1756–1808), Diplomat, Jurist und Hochschullehrer
- Friedrich Theodor von Schubert (1758–1825), Astronom
- Johann Friedrich Ludwig Cappel (1759–1799), Mediziner
- Friedrich August Ludewig (1768–1840), Generalsuperintendent, Pädagoge und Schriftsteller
- Karl Reinhard (1769–1840), Schriftsteller und Herausgeber des Göttinger Musenalmanachs
- Ludwig Christoph Wilhelm Cappel (1772–1804), Mediziner
- Wilhelm Benedict von Schirach (1779–1866), Jurist und Publizist
- Clara Anschel (1780–1826), Schriftstellerin und Schauspielerin
- Karl Albrecht Wiedeburg (1788–1812), Lehrer, Naturforscher und Mediziner
- Johann Christian Friedrich Heyer (1793–1873), erster Missionar, der von Lutheranern in den USA ins Ausland entsandt wurde
- Georg Fein (1803–1869), Publizist und demokratischer Politiker des Vormärz, Gründer und Organisator von Arbeiterbildungsvereinen
- Eduard Ludwig Wedekind (1804–1861), Schulmann, Pädagoge  und Historiker
- Heinrich Ludolf Ahrens (1809–1881), Philologe, Pädagoge
- Wilhelm Bode (1812–1883), Richter und Politiker, Mitglied des Reichstags
- Hermann von Heinemann (1812–1871), Finanzrat und Entomologe
- Ludwig Konrad Bethmann (1812–1867), Historiker und Bibliothekar
- Victor von Bruns (1812–1883), Mediziner und plastischer Chirurg
- Karl Georg Bruns (1816–1880), Jurist und Rechtswissenschaftler
- Carl Wallmann (1816–?), bekannt als „Räuberhauptmann Rose“
- Rudolf Elster (1820–1872), Maler
- Rudolf Leuckart (1822–1898), Zoologe und Begründer der Parasitologie
- Otto von Heinemann (1824–1904), Historiker, Direktor der Herzog-August-Bibliothek in Wolfenbüttel
- Ernst Teichmüller (1824–1908), Generalsuperintendent und Hofprediger in Dessau
- Hermann Gremse (1830–1907), deutscher Gutspächter und Mitglied des Landtags des Fürstentums Schwarzburg-Sondershausen (DRP)
- Heinrich von Eggeling (1838–1911), Kurator der Universität Jena, Ehrenbürger von Jena
- Karl Birnbaum (1839–1887), Chemiker und Hochschullehrer, Direktor des Polytechnikums Karlsruhe
- Karl Rhamm (1842–1911), Ethnograph
- Franz Trinks (1852–1931), Ingenieur und Erfinder
- Heinrich Helmhold (1865–1941), Politiker (DVP)
- Adolf Keck (1867–1944), evangelischer Pfarrer und braunschweigischer Landespolitiker
- Fritz Menzel (1867–1935), Forstmeister und Ornithologe
- Carl August Flügge (1876–1948), sozial engagierter Baptistenpastor
- Fritz Hartwieg (1877–1962), Verwaltungsjurist und Lepidopterologe
- Franz Linke (1878–1944), Geophysiker und Meteorologe
- Hans Wagenführ (1886–1944), Politiker
- Maximilian Müller-Jabusch (1889–1961), Journalist und Herausgeber
- Hermann Müller-John (1894–1945), Musikdirektor des Musikkorps der Leibstandarte SS Adolf Hitler
- Emil Neddermeyer (1894–1951), Gewerkschaftsfunktionär und Politiker der SPD, 1946 erster Nachkriegsbürgermeister der Stadt Helmstedt
- Hans Krebs (1898–1945), Offizier und Generalstabschef des Heeres der Wehrmacht
- Hans Wiswe (1906–1987), Lehrer, Historiker, Volkskundler und Philologe
- Helmut Witte (1909–2008), deutscher Chemiker und Hochschullehrer an der TU Darmstadt
- Uwe Vogel (1915–2000), Generalleutnant der Luftwaffe der Bundeswehr
- Helmut Kramer (* 1930), Jurist und Rechtshistoriker, Richter a. D.
- Klaus Asche (1933–2017), Industriemanager
- Ulrich Immenga (* 1934), Rechtswissenschaftler mit dem Forschungsschwerpunkt Wirtschaftsrecht
- Lothar Lappe (* 1936), Diplomat, Botschafter der DDR in Somalia (1981–1984)
- Rolf Reinemann (1939–2023), Politiker der CDU und Vorsitzender der Senioren-Union in Niedersachsen
- Ulla Zitelmann (* 1939), NDR-Fernsehansagerin
- Eckart Sonnemann (1940–2007), Mathematiker
- Helgo Meyer-Hamme (* 1942), Mediziner, Gründer einer Hilfsorganisation in Indien
- Hans-Hermann Wendhausen (1947–2023), Politiker
- Mechthild Bernart (* 1948), Zisterzienserin, Äbtissin des Klosters Thyrnau
- Hans-Joachim Schubert (* 1947), Generalleutnant der Bundeswehr
- Friedrich Jondral (* 1950), Mathematiker und Nachrichtentechniker
- Frank Bsirske (* 1952), Vorsitzender der Vereinten Dienstleistungsgewerkschaft ver.di
- Lothar Franzkowiak (* 1952), Jurist und Richter
- Günter Heiß (* 1952), Verwaltungsjurist, Präsident des Verfassungsschutzes Niedersachsen und  Koordinator der Nachrichtendienste des Bundes
- Alexander Farenholtz (* 1954), Kulturmanager
- Christiane Kruse (* 1954), Kunsthistorikerin und Schriftstellerin
- Volker Kruse (* 1954), Soziologe und Hochschullehrer
- Werner Haypeter (* 1955), Maler, Bildhauer, Raumkünstler
- Dagmar Braun (* 1956), Unternehmerin, Ärztin und Hochschullehrerin
- Sabine Stamer (* 1956), Journalistin und Autorin
- Ingrid Tomkowiak (* 1956), Literatur- und Kulturwissenschaftlerin
- Peter Feldmann (* 1958), Oberbürgermeister (SPD) der Stadt Frankfurt am Main
- Hans-Jürgen Wolff (* 1958), Verwaltungsjurist, Chef des Bundespräsidialamtes
- Thomas Ehrhorn (* 1959), Pilot und Politiker (AfD)
- Gesine Krüger (* 1959), Medizinerin, Generalstabsarzt der Bundeswehr
- Volker Ratzmann (* 1960), Politiker von Bündnis 90/Die Grünen und Mitglied im Abgeordnetenhaus von Berlin
- Kai Tobias (1961–2022), Ökologe
- Thomas Viezens  (* 1962), Dommusikdirektor in Hildesheim
- Hartmut Leppin (* 1963), Althistoriker
- Olivia Augustinski (* 1964), Schauspielerin
- Rolf Beab (* 1964), Schwimmer
- Christian Kurts (* 1964), Immunologe und Nephrologe
- Stefan Rinke (* 1965), Historiker und Lateinamerikaexperte
- Ulrich Rüdiger (* 1966), Physiker und Rektor der Universität Konstanz
- Volker Leppin (* 1966), Theologe und Kirchengeschichtler
- Uwe Ludewig (* 1967), Agrarwissenschaftler und Institutsdirektor an der Universität Hohenheim
- Wilhelm Tobias Abry (* 1968), Flottillenadmiral der Deutschen Marine
- Christoph Lütge (* 1969), Ökonom und Philosoph, Lehrstuhl für Wirtschaftsethik an der TU München
- Rainer Elste (* 1970), Wirtschaftswissenschaftler und Unternehmensberater
- Wittich Schobert (* 1970), Politiker der CDU, seit 2011 Bürgermeister von Helmstedt
- Andree Wiedener (* 1970), Fußballspieler, zuletzt aktiv bei Eintracht Frankfurt
- Linda Entz (* 1976), Lyrikerin
- Sebastian Stoppe (* 1978), Medienwissenschaftler
- André Mumot (* 1979), Autor und Übersetzer
- Benjamin Chatton (* 1981), Handballspieler und -manager
- Josefine Paul (* 1982), Politikerin von Bündnis 90/Die Grünen und Abgeordnete im Landtag Nordrhein-Westfalen
- Jan Hartwig (* 1982), Koch
- Anna-Carina Woitschack (* 1992), Sängerin

### Persönlichkeiten, die vor Ort gewirkt haben
- Liudger (um 742 – 809), Gründer des Klosters St. Ludgeri
- Jacob Lucius der Ältere (1530–1597), Universitäts-Buchdrucker der Universität Helmstedt
- Johannes Caselius (1533–1613), Professor der Philosophie, Rhetorik und Ethik an der Universität Helmstedt
- Daniel Hofmann (um 1538–1611), lutherischer Theologe und Superintendent der Stadt
- Valentin Schindler (1543–1604), Professor an der Universität Helmstedt, Philologe und Orientalist
- Giordano Bruno (1548–1600), Professor an der Universität Helmstedt, Priester, Dichter und Philosoph
- Heinrich Meibom (1555–1625), Professor der Dichtkunst und Geschichte an der Universität Helmstedt
- Lorenz Scheurl (1558–1613), Generalsuperintendent von Helmstedt
- Cornelius Martini (1568–1621), Theologe und Vertreter der Reformation
- Theodor Berckelmann (1576–1645), lutherischer Theologe, Professor der Theologie an der Universität Helmstedt, Abt in Amelungsborn, Generalsuperintendent von Göttingen
- Georg Calixt (1586–1656), Professor der Theologe an der Universität Helmstedt
- Hermann Conring (1606–1681), Professor an der Universität Helmstedt für Naturphilosophie, Medizin und Politik
- Balthasar Cellarius (1614–1689), Generalsuperintendent und Professor an der Universität Helmstedt
- Heinrich Meibom (1638–1700), hatte einen Lehrstuhl für Medizin an der Universität Helmstedt inne
- Friedrich Weise (1649–1735), Generalsuperintendent, Ephorus und Professor in Helmstedt
- Michael Helwig (1663–1738), Bildhauer und Holzschnitzer
- Franz Karl Conradi (1701–1748), deutscher Rechtswissenschaftler und Professor an der Universität Helmstedt
- Joachim Dietrich Lichtenstein (1706–1773), Jurist und Bürgermeister der Stadt Helmstedt von 1744 bis 1773
- Michael Leuckart (1710–1792), Buchdrucker in Helmstedt
- Gottfried Ludwig Mencke der Jüngere (1712–1762), Professor der Rechte, Hofrat und Beisitzer an der juristischen Fakultät der Universität Helmstedt
- Gottfried Christoph Beireis (1730–1809), deutscher Arzt, Physiker und Chemiker
- Albert Philipp Frick, (1733–1798) Professor der Rechte und Hochschullehrer an der Universität Helmstedt
- Johann Karl Christoph Ferber (1739–1786), Hochschullehrer an der Universität und Philosoph
- Friedrich August Wiedeburg (1751–1815), Hochschullehrer und Direktor des Pädagogiums
- Georg Fein senior (1755–1813), von 1790 bis 1808 Bürgermeister der Stadt Helmstedt, Generaldirektor der Staatsdomänen im Königreich Westphalen
- Carl Friedrich Gauß (1777–1855), Mathematiker
- Georg Friedrich Karl Günther (1787–1825), Rektor des Gymnasiums
- Georg Friedrich Wilhelm Alers (1811–1891), deutscher Forstsachverständiger, Schriftsteller und Stifter des Clarabads in Bad Helmstedt
- Adolf Hartwieg (1849–1914), von 1874 bis 1879 Bürgermeister der Stadt Helmstedt
- Franz Schönemann (1868–1953), von 1898 bis 1919 Bürgermeister der Stadt Helmstedt
- Friedrich Steinhoff (1899–1983), deutscher Politiker (SPD) und von 1950 bis 1964 Bürgermeister der Stadt Helmstedt
- Walter Diederichs (1901–1982), deutscher Politiker (CDU) und von 1968 bis 1972 Bürgermeister der Stadt Helmstedt
- Kuno Klötzer (1922–2011), Fußballspieler und -trainer; trainierte mehrere Jahre die Fußballmannschaft des Helmstedter SV
- Elisabeth Heister-Neumann (* 1955), ehemalige niedersächsische Kultusministerin, von 1992 bis 2003 Stadtdirektorin von Helmstedt
- Lars Alt (* 1991), Politiker der FDP und Abgeordneter im Niedersächsischen Landtag